# ウルトラ怪獣一覧
ウルトラ怪獣一覧（ウルトラかいじゅういちらん）は、円谷プロダクションが制作している「ウルトラシリーズ」に登場した怪獣、宇宙人、ロボット、その他の存在の総称であるウルトラ怪獣の一覧である。
テレビで放映した「ウルトラシリーズ」に登場するものに限定されず、「ウルトラシリーズ」の映画、児童向けの雑誌に掲載された「ウルトラシリーズ」の記事、漫画、ライブステージにのみ登場する怪獣、宇宙人、ロボットも含める。

## ウルトラQ
- 古代怪獣 ゴメス（ゴメテウス）
- 原始怪鳥 リトラ（リトラリア）
- 巨大猿 ゴロー
- 火星怪獣 ナメゴン
- 巨大植物 ジュラン（マンモスフラワー）
- 冷凍怪獣 ペギラ
- 大ガメ ガメロン
- 怪竜（万蛇怪獣 怪竜）
- 乙姫（竜宮人 乙姫）
- 岩石怪獣 ゴルゴス（岩怪獣）
- もぐら怪獣 モングラー（大モグラ）
- 巨大地蜂
- 大ぐも タランチュラ
- 人工生命 M1号
- 風船怪獣 バルンガ
- 古代怪鳥 ラルゲユウス
- 隕石怪獣 ガラモン
- コイン怪獣 カネゴン
  - コイン怪獣 カネゴン（両親）
- 宇宙怪人 セミ人間（遊星人Q）
- 1/8人間
- 地底怪獣 パゴス
- 誘拐怪人 ケムール人
- 海底原人 ラゴン
  - 海底原人 ラゴン（子）
- 宇宙エイ ボスタング
- ルパーツ星人ゼミ
- キール星人[注釈 1]
- 巨人（変身人間 巨人）
- 巨蝶 モルフォ蝶
- 大ダコ スダール
- 貝獣 ゴーガ
- 悪魔ッ子 リリー
- 深海怪獣 ピーター（アリゲトータス）
- 四次元怪獣 トドラ
- 異次元列車
- 異次元に住む人々

## ウルトラマン
- 宇宙怪獣 ベムラー
- 宇宙忍者 バルタン星人
- 透明怪獣 ネロンガ
- 海底原人 巨大ラゴン[注釈 2]
- 怪奇植物 グリーンモンス
- 海獣 ゲスラ
- 磁力怪獣 アントラー
- ノアの神
- どくろ怪獣 レッドキング
- 有翼怪獣 チャンドラー
- 地底怪獣 マグラー
- 怪奇植物 スフラン
- 友好珍獣 ピグモン
  - 友好珍獣 再生ピグモン
- ウラン怪獣 ガボラ
- エリ巻き恐竜 ジラース
- 脳波怪獣 ギャンゴ
- ミイラ怪人 ミイラ人間
- ミイラ怪獣 ドドンゴ
- 油獣 ペスター
- 汐吹き怪獣 ガマクジラ
- 二次元怪獣 ガヴァドン（A）
  - 二次元怪獣 ガヴァドン（B）
- 宇宙忍者 バルタン星人（二代目）
- 四次元怪獣 ブルトン
- 凶悪宇宙人 ザラブ星人
  - にせウルトラマン
- 赤色火焔怪獣 バニラ
- 青色発泡怪獣 アボラス
- 高原竜 ヒドラ
- 毒ガス怪獣 ケムラー
- 凶悪地底怪人 地底人
- 地底怪獣 テレスドン
  - 地底怪獣 再生テレスドン
- 棲星怪獣 ジャミラ
- 深海怪獣 グビラ
- 冷凍怪獣 ギガス
- 彗星怪獣 ドラコ
  - 彗星怪獣 再生ドラコ
- どくろ怪獣 レッドキング（二代目）
- 怪奇植物 スフランII
- 古代怪獣 ゴモラ
- 三面怪人 ダダ（A、B、C）
- 黄金怪獣 ゴルドン
- 伝説怪獣 ウー
- 吸血植物 ケロニア
- 灼熱怪獣 ザンボラー
- 悪質宇宙人 メフィラス星人
- 誘拐怪人 ケムール人（二代目）
- 凶悪宇宙人 ザラブ星人（二代目）
- 宇宙忍者 バルタン星人（三代目）
- 巨大フジ隊員
- メガトン怪獣 スカイドン
- 亡霊怪獣 シーボーズ
- 変身怪獣 ザラガス
- 怪獣酋長 ジェロニモン
- 光熱怪獣 キーラ
- 砂地獄怪獣 サイゴ
- 変身怪人 ゼットン星人
- 宇宙恐竜 ゼットン

## ウルトラセブン
- 宇宙狩人 クール星人
- カプセル怪獣 ウインダム
- 生物X ワイアール星人
- 人間生物X
- 変身怪人 ピット星人
- 宇宙怪獣 エレキング
- カプセル怪獣 ミクラス
- 反重力宇宙人 ゴドラ星人
- 宇宙蝦人間 ビラ星人（ヴィラ星人）
- 放浪宇宙人 ペガッサ星人
- 火炎怪人 キュラソ星人（宇宙囚人303号）
- 幻覚宇宙人 メトロン星人
- 頭脳星人 チブル星人
- アンドロイド少女 ゼロワン
- 異次元宇宙人 イカルス星人
- 宇宙野人 ワイルド星人
- 宇宙竜 ナース
- 吸血宇宙人 スペル星人（欠番）
- 宇宙鳥人 アイロス星人
- 策略宇宙人 ペダン星人
- 宇宙ロボット キングジョー
- 岩石宇宙人 アンノン
  - アンノン星人
- 地底ロボット ユートム
- 音波怪人 ベル星人
- 宇宙蜘蛛 グモンガ
- 疑似空間の吸血ダニ
- 疑似空間の吸血植物
- 宇宙帝王 バド星人
- 暗黒星人 シャプレー星人
- 核怪獣 ギラドラス
- 宇宙海底人 ミミー星人
- 軍艦ロボット アイアンロックス
- 宇宙怪人 ブラコ星人
- 宇宙ゲリラ シャドー星人
- 猛毒怪獣 ガブラ
- オーロラ怪人 カナン星人
- ミニ宇宙人 ポール星人
- 凍結怪獣 ガンダー
- 再生怪獣 ギエロン星獣
- 甲冑星人 ボーグ星人
- サイボーグ人間
- 侵略宇宙人 キル星人
- 戦車怪獣 恐竜戦車
- 宇宙スパイ プロテ星人
- プラスチック怪人 プラチク星人
- 宇宙細菌 ダリー
- 少女 香織
- メカニズム怪獣 リッガー
- カプセル怪獣 アギラ
- 蘇生怪人 シャドウマン
- 発泡怪獣 ダンカン
- 復讐怪人 ザンパ星人
- 月怪獣 ペテロ
- 催眠宇宙人 ペガ星人
- マゼラン星人マヤ[注釈 3]
- ロボット怪獣 クレージーゴン
- 強奪宇宙人 バンダ星人
- 豪力怪獣 アロン
- 分身宇宙人 ガッツ星人
- 水棲怪人 テペト星人
- カッパ怪獣 テペト
- 地球原人 ノンマルト
- 蛸怪獣 ガイロス
- 第四惑星人
- 第四惑星アンドロイド ロボット長官
- 第四惑星アンドロイド ロボット署長
- 宇宙猿人 ゴーロン星人
- 猿人 ゴリー
- サイケ宇宙人 ペロリンガ星人
- ロボット超人 にせウルトラセブン
- 侵略星人 サロメ星人
- 集団宇宙人 フック星人
- 幽霊怪人 ゴース星人
- 双頭怪獣 パンドン
  - 双頭怪獣 改造パンドン

## 帰ってきたウルトラマン
- オイル怪獣 タッコング
- ヘドロ怪獣 ザザーン
- 凶暴怪獣 アーストロン
- 岩石怪獣 サドラ
- 地底怪獣 デットン
- 古代怪獣 キングザウルス三世
- 地底怪獣 グドン
- 古代怪獣 ツインテール
- 透明怪獣 ゴルバゴス
- 爆弾怪獣 ゴーストロン
- 古代怪獣 ダンガー
- 化石怪獣 ステゴン
- 毒ガス怪獣 モグネズン
- 音波怪獣 シュガロン
- 津波怪獣 シーモンス
- 竜巻怪獣 シーゴラス
  - 竜巻怪獣 再生シーゴラス
- 吸電怪獣 エレドータス
- 始祖怪鳥 テロチルス
- 宇宙大怪獣 ベムスター
  - 宇宙大怪獣 再生ベムスター
- 忍者怪獣 サータン
- 磁力怪獣 マグネドン
- 電波怪獣 ビーコン
- プラスチック怪獣 ゴキネズラ
- カニ座怪獣 ザニカ
- 暗黒怪獣 バキューモン
- 宇宙小怪獣 クプクプ
  - マンション怪獣 キングストロン
- 隕石怪獣 ザゴラス
- 昆虫怪獣 ノコギリン
- 八つ切り怪獣 グロンケン
- 台風怪獣 バリケーン
- やどかり怪獣 ヤドカリン
- 水牛怪獣 オクスター
- 囮怪獣 プルーマ
- 宇宙怪人 ゼラン星人
- 変幻怪獣 キングマイマイ（幼虫）
  - 変幻怪獣 キングマイマイ（成虫）
- 巨大魚怪獣 ムルチ
- 宇宙調査員 メイツ星人
- 合成怪獣 レオゴン
- 光怪獣 プリズ魔
- 吸血宇宙星人 ドラキュラス
- 暗殺宇宙人 ナックル星人
- 用心棒怪獣 ブラックキング
- 雪男星人 バルダック星人
- 雪女怪獣 スノーゴン
- 冷凍怪人 ブラック星人
- 宇宙忍者 バルタン星人Jr.
- ロボット怪獣 ビルガモ
- 蜃気楼怪獣 パラゴン
- 宇宙怪人 ストラ星人
- 魔神怪獣 コダイゴン
- 発砲怪人 グロテス星人
- 燐光怪獣 グラナダス
- 宇宙牛人 ケンタウルス星人
- 鼠怪獣 ロボネズ
- 電磁波怪人 メシエ星雲人
- 白鳥座61番星人 エリカ
- ブーメラン怪獣 レッドキラー
- 宇宙参謀 ズール星人
- ひとだま怪獣 フェミゴン
- なまけ怪獣 ヤメタランス
- 宇宙怪人 ササヒラー
- 銀河星人 ミステラー星人（善）
- 銀河星人 ミステラー星人（悪）
- アテリア星人（名前のみ）
- 原始地底人 キング・ボックル
- 触角宇宙人 バット星人
- 宇宙恐竜 ゼットン（二代目）

## ウルトラマンA
- 異次元人 ヤプール
  - 異次元超人 巨大ヤプール
- ミサイル超獣 ベロクロン
- 古代超獣 カメレキング
- 一角超獣 バキシム
- 怪魚超獣 ガラン
- 大蟻超獣 アリブンタ
- 地底エージェント ギロン人
- 変身超獣 ブロッケン
- 蛾超獣 ドラゴリー
- 幻覚宇宙人 メトロン星人Jr.
- 巨大魚怪獣 ムルチ（二代目）
- 忍者超獣 ガマス
- 犀超獣 ザイゴン
- 変身怪人 アンチラ星人
- くの一超獣 ユニタング
- さぼてん超獣 サボテンダー
- 殺し屋超獣 バラバ
- 異次元超人 エースキラー
- 超人ロボット エースロボット
- 大蟹超獣 キングクラブ
  - カブトガニ
- 牛神超獣 カウラ
  - 牛神男
- 大蛍超獣 ホタルンガ
- 大鳩超獣 ブラックピジョン
- 河童超獣 キングガッパー
- 異次元エージェント アンドロイド夫婦
- 大蝉超獣 ゼミストラー
- 天女超獣 アプラサール
  - 天女 アプラサ
- 銀星人 宇宙仮面
- 凶悪超獣 ブラックサタン
- 異次元人 マザロン人
- 地獄超獣 マザリュース
- 妖女
- 古代超獣 スフィンクス
- 古代星人 オリオン星人
- 地獄星人 ヒッポリト星人
- 満月超獣 ルナチクス
- 月星人 南 夕子
- 地底超獣 ギタギタンガ
- 地底超人 アングラモン
- 黒雲超獣 レッドジャック
- バク超獣 バクタリ
- 超獣人間 コオクス
- 気球船超獣 バッドバアロン
- 虹超獣 カイテイガガン
- 夢幻超獣 ドリームギラス
- 騒音超獣 サウンドギラー
- 鈍足超獣 マッハレス
- 雪超獣 スノーギラン
- 伝説怪人 ナマハゲ
- 火炎超獣 ファイヤーモンス
- 火炎人 ファイヤー星人
- 宇宙超人 スチール星人
- 邪神超獣 カイマンダ
- 獅子超獣 シシゴラン
- 氷超獣 アイスロン
- 伝説怪獣 ウー（二代目）
- 吹雪超獣 フブギララ
- 鬼超獣 オニデビル
- ガス超獣 ガスゲゴン
- タイム超獣 ダイダラホーシ
- 液汁超獣 ハンザギラン
- ミサイル超獣 ベロクロン二世
- 異次元人 女ヤプール
- 水瓶超獣 アクエリウス
- 宇宙電気クラゲ ユニバーラゲス
- 信号超獣 シグナリオン
- 宇宙怪人 レボール星人
- バイオリン超獣 ギーゴン
- 最強超獣 ジャンボキング
- 遊牧星人 サイモン星人の子ども

## ウルトラマンタロウ
- オイル超獣 オイルドリンカー
- 宇宙大怪獣 アストロモンス
  - 吸血植物 チグリスフラワー
- 液体大怪獣 コスモリキッド
- 再生怪獣 ライブキング
- 大亀怪獣 クイントータス
- 大亀怪獣 キングトータス
- 大亀怪獣 ミニトータス
- なめくじ怪獣 ジレンマ
- 大ガニ怪獣 ガンザ
- 大ダコ怪獣 タガール
- 大蛙怪獣 トンダイル
- 大羽蟻怪獣 アリンドウ
- 海象怪獣 デッパラス
  - 海象怪獣 再生デッパラス
- 蔦怪獣 バサラ
- 噴煙怪獣 ボルケラー
- 虫歯怪獣 シェルター
- えんま怪獣 エンマーゴ
- 狐火怪獣 ミエゴン
- 笛吹き怪獣 オカリヤン
- 食葉怪獣 ケムジラ
- 火山怪鳥 バードン
- 鳥怪獣 フライングライドロン（子）
- 鳥怪獣 フライングライドロン（親）
- 蝉怪獣 キングゼミラ
- カンガルー怪獣 パンドラ
- カンガルー怪獣 チンペ
- 蜃気楼怪獣 ロードラ
- 宇宙大怪獣 ムルロア
- 宇宙蛾 スペースモス
- 宇宙犬 ラビドッグ
- 宇宙暗黒大皇帝 エンペラ星人（回想シーンに登場）
- 百足怪獣 ムカデンダー
- 怪草 マンダリン草
- 悪質宇宙人 メフィラス星人（二代目）
- 月光怪獣 再生エレキング
- 宇宙怪獣 改造ベムスター
- 異次元超人 改造巨大ヤプール
- サボテン超獣 改造サボテンダー
- ミサイル超獣 改造ベロクロン二世
- きのこ怪獣 マシュラ
  - 巨大キノコ
  - お化けキノコ
  - キノコ人間
- 木枯し怪獣 グロン
- 極悪宇宙人 テンペラー星人
- 目つぶし星人 カタン星人
- ねこ舌星人 グロスト
- 逃亡怪獣 ヘルツ
- 醜悪星人 メドウーサ星人
- エフェクト宇宙人 ミラクル星人
- 緑色宇宙人 テロリスト星人
- うす怪獣 モチロン
- 暴君怪獣 タイラント
  - 35大怪獣宇宙人（タイラント以外は回想シーンのみ登場）
- らくがき怪獣 ゴンゴロス
- おうむ怪獣 エレジア
- アンドロイド聖子
- 食いしん坊怪獣 モットクレロン（成獣、幼獣）
- きさらぎ星人 オニバンバ
  - 鬼面宇宙人 きさらぎ星人
- うろこ怪獣 メモール
- 凶悪宇宙人 ドルズ星人
- わんぱく宇宙人 ピッコロ
- 冬眠怪獣 ゲラン
- 宇宙怪獣 ゴルゴザウルス二世
- 酔っぱらい怪獣 ベロン
- 宇宙少年 ファイル星人
- 歌好き怪獣 オルフィ
- 宇宙怪人 カーン星人
- 球好き怪獣 ガラキング
- 不死身怪獣 リンドン
- 泥棒怪獣 ドロボン
- 海獣 サメクジラ
- 宇宙海人 バルキー星人

## ウルトラマンレオ
- サーベル暴君 マグマ星人
- 双子怪獣 ブラックギラス
- 双子怪獣 レッドギラス
- 奇怪宇宙人 ツルク星人
- 凶剣怪獣 カネドラス
- 暗闇宇宙人 カーリー星人
- 植物怪獣 ケンドロス
  - 地獄花 剣輪草
- 暴れん坊怪獣 ベキラ
- 宇宙星獣 ギロ星獣
- さすらい怪獣 ロン
- 怪異宇宙人 ケットル星人
- 風船怪獣 バンゴ
- 透明宇宙人 バイブ星人
- さそり怪獣 アンタレス
- 分身宇宙人 フリップ星人
- 黒い花の星人 アトラー星人
- 狼男 ウルフ星人
- こうもり怪獣 バットン
- 吸血鬼 こうもり少女
- 半魚人 ボーズ星人
- 牡牛座怪獣 ドギュー
- 小熊座人 ボック
- 殺し屋宇宙人 ノースサタン（ノースサタン星人）
- アルファ星人 ニケの女神
- 兄怪獣 ガロン
- 弟怪獣 リットル
- 虹怪獣 レンボラー
- 快人 コロ星人
- ロボット怪獣 ガメロット
- サーリン星人ドドル
- アンドロイド少女 カロリン
- 宇宙昆虫 サタンビートル
- 幻想宇宙人 クリーン星人
- 怪獣人 プレッシャー
- 鬼怪獣 オニオン
- 惑星アップルのニワトリ
- 海棲人 パラダイ星人
  - 星獣 キングパラダイ
- 超能力星人 ウリンガ
  - ウリー
- 宇宙鶴 ローラン
- 昆虫星人 バーミン星人
  - 白い花の精
- 月光怪獣 キララ
- 月星人 弥生（かぐや姫）
- 怪奇隕石 アクマニヤ
  - 宇宙悪霊 アクマニヤ星人
- 二面凶悪怪獣 アシュラン
- 怪獣ボール セブンガー
- わんぱく怪獣 タイショー
- 変身怪人 アトランタ星人
- 鬼女 マザラス星人
- 異次元獣 スペクター
- 暗黒星人 ババルウ星人
  - にせアストラ
- ブラック指令
- ブラックスター
- 円盤生物 シルバーブルーメ
- 円盤生物 ブラックドーム
- 円盤生物 アブソーバ
- 円盤生物 デモス
  - デモスQ
- 円盤生物 ブラックガロン
- 円盤生物 ブリザード
- 円盤生物 ハングラー
- 円盤生物 ブラックテリナ
  - テリナQ
- 円盤生物 サタンモア
  - 怪鳥円盤 リトルモア
- 円盤生物 ノーバ
- 円盤生物 星人ブニョ
- 円盤生物 ブラックエンド

## ザ☆ウルトラマン
- 冷凍怪獣 シーグラ
- 竜巻き怪獣 スパイラル
- 分裂怪獣 ワニゴドン
  - 分裂怪獣 ペロ
- 雲怪獣 レッドスモーギ
- 地底怪獣 タフギラン
- 地底怪獣 タフギラス
- 地底子怪獣 タフギラコ・タフギラオ
- 溶岩怪獣 ファイヤバドン
- 電子怪獣 コンビューゴン
- ロボット101号
- 宇宙忍者 バルタン星人
- モンスター怪獣 ミコノス
- 頭脳怪獣 ドルフィーゴ
- テレポート怪獣 ザローム
- 液体怪獣
  - 機械怪獣ヘクトール
- ブルドーザー兵器ヘクトール
- 同居怪獣 オプト（チョウ、ジン、サン）
- 音波怪獣 ガラドラス
- 火焔怪獣 ゲロン
- 火山怪獣 ガドン
- 宇宙怪獣 ザイクロン
  - 謎の天体
- いん石獣 ゴグラン（幼虫、成虫）
- 幼鳥 モア
  - 古代怪鳥キングモア
- こん虫獣 バダン
- 岩礁怪獣 アイランダ
- 精神寄生体
  - は虫怪獣ゲラド
  - は虫怪獣ジャニュール
  - は虫怪獣ベドラン
  - は虫怪獣ジャニュール三世
- 大賢者
- 凶悪星人 バデル族
- 暗黒怪獣 バゴン
- 異次元怪獣 ザーモス
- 高速怪獣 ザンバ
- 超進化宇宙人 アルファ・ケンタウリ第一惑星王女
- 超進化宇宙人 アルファ・ケンタウリ第五惑星人
- 宇宙竜 ドラゴドス
- 毒花怪獣 デスバラン
- 凶悪怪獣 ギバルーガ
- 宇宙悪魔 バラドン星人
- どくろ怪獣 レッドキング
- 青色発泡怪獣 アボラス
- 赤色火焔怪獣 バニラ
- 凶暴怪獣 アーストロン
- 爆弾怪獣 ゴーストロン
- プラスチック怪獣 ゴキネズラ
- 合体怪獣 ダバラン
  - 象怪獣 ファンダス
  - 翼竜怪獣 クワァイラス
- 侵略星人 ジャダン
  - 双頭怪獣 ジャゴン
- 骨怪獣 スケルドン
- 宇宙星獣 ガルバドス
- 暗黒星人 バビラー
- ロボ怪獣 メガザウラ
- 集結怪獣 ガミバ
- 宇宙海賊 インベド人
- 宇宙怪獣 ゴードリアン
- 宇宙怪獣 ジナリオ
- 宇宙怪獣 グロテング
- 宇宙怪獣 プラズーン
- 宇宙怪獣 アグジョン
- 宇宙怪獣 ズーマ
- 宇宙怪獣 グロル
- 宇宙怪獣 デスパワー
- 宇宙怪獣 イドヅノス
- 宇宙怪獣 プトゴリア
- 白鳥座82番星人 ノア
- 氷結怪獣 ダランチュラス
- 反ウルトラヒューマノイド ヘラー
- 反ウルトラヒューマノイド ロイガー
- ヘラー軍兵士
- ヘラーのペット パンサー
- コンピューターロボット ウルック
- カプセル怪獣 グモンス
- 巨大怪猫 ヘルキャット
- 平和宇宙人 オペルニクス星人 フェデリコ
- ペット怪獣 オロラーン
  - ペット怪獣 改造オロラーン
- 宇宙兵士 ギロ星人
- ウルトラマンX にせウルトラマンジョーニアス
- 回転怪獣 ギロス
- 宇宙ハンター ハタリ
- ドストニー1号
- ドストニー2号
- モンキ・ドストニー
- 電送怪獣 ネオドストニー
- 宇宙魔軍 サイエン星人
- 円盤怪獣 スペーダー
- カプセル怪獣 カペラドン
- アンドロイド兵士 アンドロイド201部隊
- メカ怪獣 ゲドン
- 積雲怪獣 ゴルディング
- 合成獣 ヘラ・ウマーヤ
- 処刑怪獣 マクダター

## ウルトラマン80
- 月ノ輪怪獣 クレッセント
- 羽根怪獣 ギコギラー
- 硫酸怪獣 ホー
- だだっ子怪獣 ザンドリアス
- 親怪獣 マザーザンドリアス
- 四次元宇宙人 バム星人
- 四次元ロボ獣 メカギラス
- UFO怪獣 アブドラールス
- 騒音怪獣 ノイズラー
- 復活怪獣 タブラ
- オイル怪獣 ガビシェール
- 変形怪獣 ズルズラー
- 宇宙生物 ジャッキー
- 惑星調査員 アルマ
- 毒ガス怪獣 メダン
- マグマ怪獣 ゴラ
- ビブロス星人 ミリー
- 再生怪獣 サラマンドラ
- ドクロ怪人 ゴルゴン星人
- テレポート怪獣 ザルドン
- 実験怪獣 ミュー
- テレパシィ怪獣 デビロン
- 友好宇宙人 ルリヤ星人
- 人間怪獣 ラブラス
- タコ怪獣 ダロン
- 吸血怪獣 ギマイラ
- 星 沢子
- 惑星怪獣 ガウス
- コブ怪獣 オコリンボール
- 残酷怪獣 ガモス
- L85星人 ザッカル
- ザッカル妻子
- 古代怪獣 ゴモラII
- 女王 イーナス
- 地底人
- アメーバ怪獣 アメーザ
- 友好宇宙人 ファンタス星人
- 戦闘円盤 ロボフォー
- 変身怪獣 アルゴン
- 異次元人 アクゾーン メビーズ
- 異次元人 ゴイゲ博士
  - アクゾーン兵士
- 巨大化怪獣 ゲラ
- 泡星人 アルゴ星人
- 渡り鳥怪獣 バル
- スペース・ジョーズ ザキラ
- 渓谷怪獣 キャッシー
- 侵略怪獣 ザタンシルバー
- 変身宇宙人 ザタン星人
- 植物もどき怪獣 ゾラ
- すくらっぷ幽霊船 バラックシップ
- 工作怪獣 ガゼラ
- 巨大怪魚 アンゴーラス（親）
- 巨大怪魚 アンゴーラス（子）
- 三つ首怪獣 ファイヤードラコ
- 昆虫怪獣 グワガンダ
- 宇宙忍者 バルタン星人（五代目）
- 心霊怪獣 ゴースドン
- 少年怪獣 テツオン
- 宇宙植物（寄生生命体 宇宙植物）
- すもう怪獣 ジヒビキラン
- ゼロ戦怪鳥 バレバドン
- ムチ腕怪獣 ズラスイマー
- 侵略星人 ガルタン大王
  - 遊牧星人 ガラガラ星人
- 妄想ウルトラセブン
- 宇宙忍者 バルタン星人（六代目）
- どくろ怪獣 レッドキング（三代目）
- 壺の精 マアジン
- 紫外線怪獣 グロブスク
- マラソン怪獣 イダテンラン
- 合体怪獣 プラズマ
- 合体怪獣 マイナズマ
- 冷凍怪獣 マーゴドン
- アンドロイド・エミ

## ウルトラマンUSA
- 植物怪獣 グリンショックス
- 電磁怪獣 ガルバラード
  - 電磁球獣 イーム
- ひょうきん子怪獣 ズーン
- 超変身怪獣 キングマイラ（第2形態、第3形態）
  - ベイビィ・モンスター ウィロン（キングマイラ第1形態）

## ウルトラマンG
- 邪悪生命体 ゴーデス
  - 邪悪生命体 ゴーデス（第2形態）
- 双脳地獣 ブローズ
- 古代怪獣 ギガザウルス
- 火炎飛龍 ゲルカドン
- 風魔神 デガンジャ
- 毒ガス幻影怪獣 バランガス
- 守護獣 ガゼボ
- 昆虫怪獣 マジャバ（オス、メス）
- 電脳植物 バイオス
- 変身生命体 リュグロー
- 変身生命体 ベロニカ
- 円盤生物 UF-0
- 伝説深海怪獣 コダラー
- 伝説宇宙怪獣 シラリー

## ウルトラマンパワード
- 宇宙忍者 パワードバルタン星人
- 毒ガス怪獣 パワードケムラー
- どくろ怪獣 パワードレッドキング（雄、雌）
- 有翼怪獣 パワードチャンドラー
- 友好珍獣 パワードピグモン
- 地底怪獣 パワードテレスドン
- 地底人 太陽の民
- ウラン怪獣 パワードガボラ
- 棲星怪獣 パワードジャミラ
- 灼熱怪獣 パワードザンボラー
- 三面怪人 パワードダダ
- 青色発泡怪獣 パワードアボラス
- 赤色火焔怪獣 パワードバニラ
- 油獣 パワードペスター
- 古代怪獣 パワードゴモラ
- 彗星怪獣 パワードドラコ
- 宇宙恐竜 パワードゼットン
- 宇宙忍者 サイコバルタン星人

## 平成ウルトラセブン

### ウルトラセブン 太陽エネルギー作戦
- 変身怪人 ピット星人（2代目）
- 宇宙怪獣 エレキング（3代目）

### ウルトラセブン 地球星人の大地
- 幻覚宇宙人 メトロン星人（3代目）
- 恐竜

### ウルトラセブン誕生30周年記念3部作
- 洗脳宇宙人 ヴァリエル星人
- 分身宇宙人 ガッツ星人（2代目）
- 硫黄人間
- 硫黄怪獣 サルファス
- 太陽獣 バンデラス

### ウルトラセブン1999最終章6部作
- 寄生生命体 ヴァルキューレ星人
- 帰化宇宙人 キュルウ星人
- 宇宙昆虫 ガロ星人
- 鋼鉄ロボット ダイテッカイ（大鉄塊）
- 犯罪宇宙人 レモジョ星系人
  - 犯罪宇宙人 レモジョ星系人 ポワン
  - 犯罪宇宙人 レモジョ星系人 ゲイル
  - 犯罪宇宙人 レモジョ星系人 ムーピョ
- 植物獣 ボラジョ
- 時空怪獣 大龍海（ダイリュウカイ）
- 海底人 乙姫
- 宇宙ロボット キングジョーII
- 模造人間
- 地球原人 ノンマルト
- 守護神獣 ザバンギ
- カプセル怪獣 ウインダム
- カプセル怪獣 ミクラス

### ウルトラセブン誕生35周年"EVOLUTION"5部作
- 恒点観測員 円盤竜
- 双頭合成獣 ネオパンドン
- 放浪宇宙人 ペガッサ星人（二代目）
- 反重力宇宙人 ゴドラ星人（二代目）
- 植物生命体 ミツコ
- メタル宇宙人 ガルト星人
- 妖邪剛獣 ガイモス

## ウルトラマンゼアス
- 慢性ガス過多症宇宙人 ベンゼン星人
- 妖艶宇宙女王 レディベンゼン星人
- 吸金爆獣 コッテンポッペ（ゴルドルボムルス）
- 宇宙戦闘ロボット ウルトラマンシャドー
- Zカプセル光獣 ミラクロン
- Sカプセル影獣 ダークラー
- 宇宙カード珍獣 デジタルカネゴン

## ウルトラマンティガ
- 超古代怪獣 ゴルザ
  - 超古代怪獣 ゴルザ（強化）
- 超古代竜 メルバ
- 超古代人 ユザレ
- 岩石怪獣 ガクマ（α、β）
- 炎魔人 キリエル人
  - 炎魔戦士 キリエロイド
  - 炎魔戦士 キリエロイドII
- 複合怪獣 リガトロン
- ゾンビ怪獣 シーリザー
- 空中棲息生物 クリッター
  - 変形怪獣 ガゾート
  - 変形怪獣 ガゾートII
- 悪質宇宙人 レギュラン星人
- 異次元人 ギランボ
  - 異次元魔女
- 守護怪獣 マキーナ
- 宇宙人少女 サキ
- バリヤー怪獣 ガギ
- 異形進化怪獣 エボリュウ
  - 幻影エボリュウ
- 深海怪獣 レイロンス
- 誘拐宇宙人 レイビーク星人
- 極悪ハンター宇宙人 ムザン星人
- ルシア
- ザラ
- アオキ・タクマ
- 二面鬼 宿那鬼
- 錦田小十郎景竜
- 青色夜型宇宙人 スタンデル星人アボルバス
- 赤色昼型宇宙人 スタンデル星人レドル
- 機械人形 ゴブニュ（ヴァハ）
- 巨大機械人形 ゴブニュ（ギガ）
- 巨大機械人形 ゴブニュ（オグマ）
- 魔神 エノメナ
- マスコット小怪獣 デバン（デバンダデバン）
- 寄生怪獣 マグニア
  - 光る隕石
  - 寄生体
  - 霧
- 恐竜人類 ナーガ
- 恐竜人類 アダム＆イブ
- 恐竜兵器 ウェポナイザー（1号、2号）
- 強酸怪獣 リトマルス
- 剛力怪獣 シルバゴン
- バリヤー怪獣 ガギII
- 妖怪 オビコ（オビコボウシ）
- 影法師
- 甲獣 ジョバリエ
- クルス・マヤ
- 侵略宇宙人 ナターン星人
- 変異怪獣 キングモーラット
- 人工生命体 ビザーモ
- 怪鳥 シーラ（シーラキート）
- 吸血魔獣 キュラノス
- 美しき夜の種族（吸血鬼一族）
- 生体兵器 デシモニア
  - 生体兵器 小型デシモニア
- 超宇宙人 デシモ星系人
- 宇宙鋼鉄竜 グワーム
- 超力怪獣 ゴルドラス
- 謀略宇宙人 マノン星人（A、B）
- 蜃気楼怪獣 ファルドン
- 奇獣 デスモン
- 超古代怪獣 ガルラ
- 夢幻怪獣 バクゴン
- パラサイト宇宙人 イルド
  - 巨大脳
- バイオコンピューター カレンE-90
  - メカ生命体 ファイバス（サタンファイバス）
- 仮想生命体 バーチャル・レイビーク星人
- 仮想生命体 バーチャル・ムザン星人
- 地中鮫 ゲオザーク
- イーヴィルティガ
- 超古代狛犬怪獣 ガーディー
- 超古代植物 ギジェラ
- 超古代人テラ・ヌーク
- 虹色怪獣 タラバン（子）
- 虹色怪獣 タラバン（親）
- 異形進化怪獣 メタモルガ
- エイリアン メンジュラ
- 宇宙魔人 チャリジャ
- 宇宙恐竜 ヤナカーギー
- 超古代尖兵怪獣 ゾイガー
- 邪神 ガタノゾーア

### ウルトラマンティガ THE FINAL ODYSSEY
- 愛憎戦士 カミーラ
  - 闇黒魔超獣 デモンゾーア
- 剛力戦士 ダーラム
- 俊敏戦士 ヒュドラ
- 超古代怨霊翼獣 シビトゾイガー
- 超古代怪獣 ゴルザ

### ウルトラマンティガ外伝 古代に蘇る巨人
- 闇の魔神（遮光器土偶魔神 デグーフ）
- 時空飛来怪獣 ジョーモノイド
- 古代怪竜 クラヤミノオロチ
- 闇の超能力者 ドグラマグマ
- 暗黒超能力者 ダイダラ
- 暗黒超能力者 オロッチ
- ティグルー
- 遮光器土偶魔神 ドグーフ

## ウルトラマンダイナ
- 宇宙球体 スフィア
  - 暗黒惑星 グランスフィア
- 合成獣 ダランビア
  - 超合成獣 ネオダランビア
- 溶岩合成獣 グラレーン
- 再生怪獣 グロッシーナ
- 宇宙寄生獣 サイクロメトラ
- 肉食地底怪獣 ダイゲルン
  - 肉食地底怪獣 クローンダイゲルン
- 変異昆虫 シルドロン
  - 変異昆虫 クローンシルドロン
- 菌糸怪獣 フォーガス（本体）
  - 菌糸怪獣 フォーガス（怪人体）
  - 菌糸怪獣 フォーガス（サタンフォーガス）
- 凶悪怪獣 ギャビッシュ
- 特別捜査官 ダイス星人
- 催眠怪獣 バオーン
- 吸電怪獣 ギアクーダ
- 念力種族 ゼネキンダール人
- 高速怪獣 デキサドル
- 迷子珍獣 ハネジロー（ムーキット）
- 破壊獣 モンスアーガー
- 怪宇宙人 ヒマラ
- 知略宇宙人 ミジー星人
  - ミジー・ドルチェンコ
  - ミジー・カマチェンコ
  - ミジー・ウドチェンコ
- 三面ロボ頭獣 ガラオン
- 宇宙帝王 ヌアザ星人イシリス
- イシリスに滅ぼされた異星人
- 謀報宇宙人 クレア星雲人シオン
- 尖兵怪獣 ギャンザー
- ハイパークローン怪獣 ネオザルス
- 剛力怪獣 クローンシルバゴン
- 幽霊船怪獣 ゾンバイユ
- ゾンビ怪人 シルバック星人
- 大魔獣 ビシュメル
- 凶獣 姑獲鳥
- アオキ・タクマ
- 瑠璃色宇宙人 ラセスタ星人
- 超高熱怪獣 ソドム
- 妖獣 モズイ
- 深海竜 ディプラス
- 吸血生命体 マリキュラ
  - 吸血生命体 小型マリキュラ
- 水棲生命体 スヒューム
- 半魚人兵士 ディゴン
- 宇宙海獣 レイキュバス
- 双体宇宙人 チェーン星人（レフト）
- 双体宇宙人 チェーン星人（ライト）
- スーパー必殺怪獣 デマゴーグ
- 改造怪獣 グロッシーナII
- 巨大猿人 ギガンテス（オス）
- 巨大猿人 ギガンテス（メス）
- 彗星怪獣 ガイガレード
- 特殊戦闘用メカニックモンスター コガラオン
- 宇宙格闘士 グレゴール人
  - ニセウルトラマンダイナ
- 破壊獣 モンスアーガーII
- アイドルロボット ラブモス（TM-39）
  - モンスターマシン サタンラブモス
- 生物兵器 メノーファ
- 超悪質宇宙人 ナルチス星人
- 宇宙スパーク大怪獣 バゾブ
- 宇宙合成獣 ジオモス
  - 超宇宙合成獣 ネオジオモス
- ゴミ塊物 ユメノカタマリ
- バロック怪獣 ブンダー
- 超異形進化怪獣 ゾンボーグ
- 異形進化兵 ゾンボーグ兵
- 魔樹宇宙人 ジャギラ星人
  - 宇宙植物 ジャギラの樹
  - 宇宙魔樹 ゴッドジャギラ
- 宇宙大昆虫 ダイオリウス（成虫）
  - 宇宙大昆虫 ダイオリウス（成虫）
- 悪質宇宙人 レギュラン星人ヅウォーカァ将軍
- MG-0005-RX マウンテンガリバー5号
- 超古代怪獣 ゴルザII
- 灼熱合成獣 グライキス
- 宇宙超獣 トロンガー
- ギガール星・女戦士 チュラサ
- 恐怖エネルギー魔体 モルヴァイア
  - 黒い宇宙植物（黒い宇宙植物 メージヲグ）
  - 謎の怪獣軍団
    - にんじん様（にんじんの化け物）
- 放浪宇宙人 ファビラス星人（A）
  - 魔石超人 デビルファビラス
- 放浪宇宙人 ファビラス星人（B）
- 地底怪獣 モゲドン
- 変心宇宙人 チャダビン星人
- 超合成獣 ネオダランビアII
- 人造ウルトラマン テラノイド
  - 超合成獣人 ゼルガノイド
- 超合成獣 ネオガイガレード

### ウルトラマンティガ&ウルトラマンダイナ 光の星の戦士たち
- 宇宙有翼骨獣 ゲランダ
- 電脳魔神 デスフェイサー
- 専用種子船 モネラシード
- 宇宙植物獣人 モネラ星人
  - 超巨大植物獣 クィーンモネラ

### ウルトラマンダイナ 帰ってきたハネジロー
- デハドー星人 （名前のみ）
- デハドー星人のアンドロイド（凶悪アンドロイド カーサ・マダラー）
- 吸収怪獣 アーウォン
  - 合体侵略兵器獣 ワンゼット
- 放浪宇宙人 ファビラス星人（A）
- 放浪宇宙人 ファビラス星人（B）
- 迷子珍獣 ハネジロー（ムーキット）
- 知略宇宙人 ミジー星人
  - ミジー・ドルチェンコ
  - ミジー・カマチェンコ
  - ミジー・ウドチェンコ
- 特殊戦闘用小型メカニックモンスター ぽちガラオン
- 快獣 ブースカ
- 快獣 カモスケ

## ウルトラマンガイア
- 根源的破滅招来体
- ヴィジョンの龍（地底の龍・超空間エネルギー体）
- 宇宙戦闘獣 コッヴ（C.O.V.）
- マグマ怪地底獣 ギール
- 金属生命体 アパテー
- 波動生命体（波動生命体 プライマルメザード）
  - 超空間波動怪獣 メザード
- 大海魔 ボクラグ
- 奇獣 ガンQ（コードNo.00）
  - 奇獣 ガンQ（コードNo.01）
- 自然コントロールマシーン テンカイ（天界）
- 超空間共生怪獣 アネモス
- 超空間共生怪獣 クラブガン
  - 超空間共生怪獣クラブガン&アネモス
- 光熱魔石 レザイト
- 惑星破壊機 ヴァーサイト
- 宇宙戦闘獣 コッヴII（ホワイトコッヴ）
  - コッヴ（幼体）
- 地帝大怪獣 ミズノエノリュウ（壬龍）
- 獣人 ウルフガス
- 超空間波動怪獣 サイコメザード
- 反物質怪獣 アンチマター
- 寄怪生命 ディーンツ
  - 寄怪生命 マザーディーンツ
- 金属生命体 アルギュロス
  - ニセ・ウルトラマンアグル
- 超巨大天体生物 ディグローブ
- 甲殻怪地底獣 ゾンネル
- 超空間波動怪獣 サイコメザードII
  - リリア
- 絶対生物 ゲシェンク
- 無酸素海獣 カンデア
- 宇宙雷獣 パズズ
- 剛腕怪地底獣 ゴメノス
- 甲殻怪地底獣 ゾンネルII
- マグマ怪地底獣 ギールII
- 巨獣 ゾーリム
- 電子生命体 クリシスゴースト
  - 金属生命体 ミーモス
  - ニセウルトラマンガイア
- 自然コントロールマシーン エンザン（炎山）
- 守護獣 ルクー（ルクーリオン）
- 宇宙怪獣 ゴキグモン
- 魔頭鬼十朗
  - 奇獣 ガンQ（コードNo.02）
  - 奇獣 ガンQ（完全体）
- 時空怪獣 エアロヴァイパー
- 伝説魔獣 シャザック
- サイボーグ獣人 ウルフファイヤー
- 古代怪獣 アルゴナ
- 宇宙忍獣 Xサバーガ
  - 生体兵器 小Xサバーガ（ミニサバーガ）
- 超空間波動怪獣 クインメザード
  - 幻影ウルトラマンアグル
- 地殻怪地底獣 ティグリス（アルブームティグリス）
- 泥怪人 ツチケラ
- 大宙魔 パスギーク
- 宇宙捕獲メカ獣 Σズイクル
- 精神寄生体
  - 精神寄生獣 ビゾーム
- 巨大異形獣 サタンビゾー（テレビ版）
  - 黒い我夢
- アルテスタイガー怪獣 イザク（イザクプラチアード）
- 宇宙戦闘獣 超コッヴ
- 宇宙雷獣 超パズズ
- 破滅魔人 ブリッツブロッツ
- 地殻怪地底獣 ティグリスII
- 自然コントロールマシーン シンリョク（深緑）
- 超巨大単極子生物 モキアン
- 死神
  - 破滅魔人 ゼブブ
- 破滅魔虫 ドビシ
  - 破滅魔虫 カイザードビシ
- 幻影怪物 魚人
- 根源破滅天使 ゾグ（第一形態）
  - 根源破滅天使 ゾグ（第二形態）
- マグマ怪地底獣 ギールIII
- 剛腕怪地底獣 ゴメノスII
- 地殻怪地底獣 ティグリスIII

### ウルトラマンティガ・ウルトラマンダイナ&ウルトラマンガイア 超時空の大決戦
- 最強合体獣 キングオブモンス
- 骨翼超獣 バジリス
- 巨大顎海獣 スキューラ
- 巨大異形獣 サタンビゾー（劇場版）
  - 黒い我夢
- 赤い球

### ウルトラマンガイア ガイアよ再び
- 根源破滅海神 ガクゾム
  - 根源破滅海神 ガクゾム（強化体）
- 根源破滅飛行魚 バイアクヘー
- 深海生命体 リナール
- 甲殻怪地底獣ゾンネル

## ウルトラマンナイス
- もうどく宇宙人 ザゴン星人
- くいしんぼう怪獣 モモザゴン
- あばれんぼう怪獣 ブルブルザゴン
- おこりんぼう怪獣 タブザゴン

## ウルトラマンコスモス
- カオスヘッダー
  - カオスヘッダー・イブリース
  - カオスヘッダー・メビュート
  - カオスウルトラマン
  - カオスウルトラマンカラミティ
  - カオスダークネス
  - カオスヘッダー0
- 友好巨鳥 リドリアス
  - カオスリドリアス
- 古代暴獣 ゴルメデ
  - カオスゴルメデ
- 襟巻き怪獣 スピットル
- 友達ロボット イゴマス
  - ビビン星人（名前のみ）
- カオスバグ
- 地中怪獣 モグルドン
- 隕石小珍獣 ミーニン
  - 隕石大怪獣 ガモラン
  - 隕石大怪獣 ガモランII
- 夢幻魔獣 インキュラス
  - 夢幻小魔獣 スモールインキュラス
- 童心妖怪 ヤマワラワ
- 青銅魔神 ゲシュート
- 骨格恐竜 ムードン
- 薄命幼獣 イフェメラ
- サヤカの霊
- 邪悪宇宙生命体 ワロガ
- レニ・クロサキ
- 古代怪獣 ガルバス
- 深海貝獣 ジェルガ
  - カオスジェルガ
- 精神寄生獣 カオスジラーク
  - フライホエールジラーク
- 異次元人 ギギ（A・B・C）
  - 三面異次元人 ギギ
- 怨霊鬼 戀鬼
- TK銀河人 ミゲロン星人（レダ&レカ）
- 情念化身獣 アングリラ
- 電撃怪獣 ボルギルス
- 遊星守護獣 パラスタン
  - カオスパラスタン
- カオスパラスタンS（サブスタンス）
- 変幻生命体 ゲルワーム（A・B）
  - ニセウルトラマンコスモス
  - 宇宙小昆虫 ゲルワームM
  - 宇宙小昆虫 ゲルワームP
- 電磁魔獣 グラガス
- 高杉 純
- 超銀河宇宙人 スレイユ星人ラミア
- 惑星破壊ロボット グインジェ
- 宇宙怪獣 ザランガ
- 宇宙怪獣 ベビーザランガ
- 毒ガス怪獣 エリガル
  - カオスエリガル
- スーパーハイテクロボット クレバーゴン
  - カオスクレバーゴン
  - クレバーゴン・ジャイアント
- 古代暴獣 ゴルメデβ
- 岩石怪獣 ネルドラント
  - カオスネルドラント
- 古代海神 レイキュラ
- 催眠魔獣 ラグストーン
  - ラグストーン・メカレーター
- 伝説悪鬼 マハゲノム
- 地底怪獣 テールダス
  - カオステールダス
- 侵略宇宙人 ベリル星人
- 侵略変形メカ ヘルズキング
  - 対カオスヘッダー殲滅兵器 ヘルズキング改
- 岩石怪獣 ネルドラントII
  - カオスネルドラントII
- 破滅可変マシン サイドバクター
- エクステル星のアンドロイド（強襲アンドロイド エクステル・レイダー）
- グリーンベルト星の人型宇宙植物生命体（グリーンベルト星人 プラテア)
- 宇宙少年 ソル
- 彗星怪獣 デルゴラン
  - カオスデルゴラン
- 怪獣狩人 ノワール星人
- テールダス・メカレーター
- ネルドラント・メカレーター
- 三面異次元人 ギギ（プログレス）
- 異次元人ギギ・ドクター（XX01）
- 伝説妖精 ムゲラ
- 浄化宇宙人 キュリア星人
- 宇宙植物 アブトシア（宇宙の花）
- 共生宇宙生命体 ギリバネス
  - 人型宇宙人 ギリ
  - 吸血生物 バネス
- 甲殻怪獣 アルケラ
  - 神秘郡獣 スノースター
- 密輸怪獣 バデータ（幼児期）
  - 密輸怪獣 バデータ（巨大時）
- 天敵怪獣 マザルガス
  - カオスマザルガス
- 平和文明人 コイシス星人ジュネ
- パートナー怪獣 ザゲル
- 未来怪獣 アラドス
- 分身怪獣 タブリス
- 超高度文明人 ミトル（宇宙人少女）
- 河童 かわのじ
- 伝説聖獣 グラルファン
- 共生宇宙生命体 ギラッガス
  - 人型宇宙生命体 ギラッガスM
  - 羽根型生物 ギラッガスF
- 古代怪獣 ドルバ
  - カオスドルバ
- 毒ガス怪獣 エリガルII
  - カオスエリガルII

### ウルトラマンコスモス THE FIRST CONTACT
- 宇宙忍者 バルタン星人ベーシカルバージョン
  - ネオバルタン
- チャイルドバルタン
- 伝説薬使獣 呑龍（ドンロン）
- スーパーハイテクロボット クレバーゴン

### ウルトラマンコスモス2 THE BLUE PLANET
- 怪獣兵器 スコーピス
- 異形生命体 サンドロス
- 海底怪獣レイジャ
  - 海底怪獣 レイジャS
  - 海底怪獣 レイジャJ
- ネイチュア宇宙人 ギャシー星人（シャウ&ジーン）

### ウルトラマンコスモスVSウルトラマンジャスティス THE FINAL BATTLE
- スペースリセッター グローカーマザー
  - スペースリセッター グローカービショップ
- スペースリセッター グローカーポーン
  - スペースリセッター グローカールーク
- ファイナルリセッター ギガエンドラ
- 宇宙予言司 デラシオン

## ウルトラマンネオス
- 鉱脈怪獣 アーナガルゲ
- 脳魂宇宙人 ザム星人
- 郡体怪獣 シーゴリアン
- 北極怪獣 ノゼラ
- 南極怪獣 サゾラ
- 昆虫怪獣 シルドバン
- 寄生怪獣 バッカクーン
- 復讐ロボット ザムリベンジャー
- 脳魂宇宙人 ザム星人（二体目）
- 変貌怪獣 キングバモス
- 凶暴竜 ロックイーター
- 幻聖魔獣 ラフレシオン
- 合体恐竜 キングダイナス
- 隕石怪獣 ギガドレッド
- 脳魂宇宙人 ザム星人（三体目）
- 脳魂宇宙人 ザム星人エスラー
- 暗殺怪獣 グラール
- 究極進化帝王 メンシュハイト

### パイロット版
- 脳魂宇宙人 ザム星人（パイロット版）
- 宇宙鉱石怪獣 ドレンゲラン

## ウルトラQ dark fantasy
- 隕石怪獣 ガラゴン
- ペットロボット ガラQ
- 落書き宇宙人 ジラフ星人
- リビングブレイン（生き続ける脳）
- パズルの女
- ヒエロニムスマシン
- 偽装刑事D1&D2
- 「楽園」配達人
- ネズミ捕り（人間駆除隊、清掃局員）
- 東京地空間清掃ロボット ロボットTGS-55（自走型清掃ロボ ロボットTGS-55）
- 綺亜羅（妖精 綺亜羅）
- 異人（まれびと）
- スシ大好き遊星人 ウニトローダ
- 宇宙怪獣 サビコング（サビモンス）
- コスモネット星人 ヤマダ（通販宇宙人 ヤマダ）
- 送り火
- 三つ目のトーテムポール（呪神彫像（タウラ・キテカ））
- ウツギ星人
- 鏡の番人 ヴァーノ
- 入れ替わり
- リリー
- 謎の老紳士と光る舟
- 隕石怪獣 ガラゴン二号
- 遊星人 セミ女
- 小町ULUZ製（レンタル・アンドロイド K-7131）
- しおり金髪少年
- 時空超えカメラ
- ゲノム新人類
- 月の魔人 ヘカテ（魔性の月の女神 ヘカテ）
- 第一、二、四〜十惑星人
  - 第二惑星人
  - 第六惑星人
- コイン怪獣 カネゴンヌ
- 虹の波動装置 OZシステム
- 雛
- 異なもの
- 電波怪人 レキューム人

## ULTRA N PROJECT

### ULTRAMAN
- ビースト・ザ・ワン
  - ザ・ワン（イドロビア）
  - ザ・ワン（レプティリア）
  - ザ・ワン（ベルゼブア）
  - ザ・ワン（ベルゼブア・コローネ）

### ウルトラマンネクサス
- 来訪者
- ブロブタイプビースト ペドレオン（クライン）
  - ブロブタイプビースト ペドレオン（グロース）
  - ブロブタイプビースト ペドレオン（フリーゲン）
- インセクトタイプビースト バグバズン
- インセクトタイプビースト ビーセクタ
- フィンディッシュタイプビースト ガルベロス
- 闇の巨人（赤き死の巨人） ダークファウスト
- ブルームタイプビースト ラフレイア
- フィンディッシュタイプビースト ノスフェル
- 闇の巨人（黒い悪魔） ダークメフィスト
- ビーストヒューマン
- インセクティボラタイプビースト アラクネア
- アンフィビアタイプビースト フログロス
- インビジブルタイプビースト ゴルゴレム
- フィンディッシュタイプビースト クトゥーラ
- クラスティシアンタイプビースト グランテラ
- アースロポッドタイプビースト バンピーラ
- レプタイルタイプビースト リザリアス
  - レプタイルタイプビースト リザリアスグローラー
- 闇の巨人（黒い悪魔） ダークメフィスト・ツヴァイ
- ノーチラスタイプビースト メガフラシ
- フィンディッシュタイプビースト イズマエル
- 邪悪なる暗黒破壊神 ダークザギ（ダークサイドノア）
- インセクトタイプビースト バグバズングローラー - EPISODE.EXに登場
- インセクトタイプビースト バグバズンブルード - EPISODE.EXに登場
  - インセクトタイプビースト バグバズンブルード（ヒューマンフェイク）
- ゼロ（名前のみ）
- 闇の巨人 ダークルシフェル（設定・小説のみ）

## ウルトラマンマックス
- 溶岩怪獣 グランゴン
- 冷凍怪獣 ラゴラス
- 放電竜 エレキング
- 古代怪鳥 レギーラ
- 高速宇宙人 スラン星人
- 装甲怪獣 レッドキング
- 両棲怪獣 サラマドン
- 飛膜怪獣 バラグラー
- 電脳珍獣 ピグモン
- 宇宙工作員 ケサム
- 甲虫型宇宙怪獣 バグダラス
- 伝説怪龍 ナツノメリュウ
- 空間転移怪獣 メタシサス
- 磁力怪獣 アントラー
- 超音速怪獣 ヘイレン
- 宇宙恐竜 ゼットン
- 変身怪人 ゼットン星人
- 侵略ロボット キングジョー
- 完全生命体 イフ（第一形態、第二形態、第三形態、第四形態、最終形態）
- 宇宙化猫 タマ・ミケ・クロ
- 氷の美女 ニーナ
- 宇宙古代怪獣 エラーガ
- 幻影宇宙人 シャマー星人
- 空間移動宇宙人 ターラ星人
- 戦神 ギルファス
- 亜空間怪獣 クラウドス
- 古代怪獣 ゴモラ
- 夢幻神獣 魔デウス
- 飛魚怪獣 フライグラー
- 対話宇宙人 メトロン星人
- 友好異星人 ネリル星人キーフ
- 巨大異星人 ゴドレイ星人
- 神話の幻獣 ユニジン
- 変身怪人 ピット星人（ピット・レオール、ピット・ノヴー）
- 凶獣 ルガノーガー
- 友好宇宙人 リリカ
- 牛鬼怪獣 ゲロンガ
- 進化怪獣 ラゴラスエヴォ
- 挑発星人 モエタランガ
- 宇宙工作員 ケルス
- ケルスの部下の宇宙工作員（宇宙工作員 ケダム）
- 子供の超科学星人 タイニーバルタン
- 超科学星人 ダークバルタン
- 星雲小獣 アダムとイブ
- 星雲守護獣 ホップホップ
- 星獣 ケプルス
- 星空の創造主 サトン星人（名前のみ）
- 地底文明 デロス
- 機械人形 オートマトン
- 機械獣 サテライトバーサーク
- 機械獣 スカウトバーサーク
- 機械獣 ギガバーサーク

## ウルトラマンメビウス
映像以外の外伝作品については雑誌展開や小説を参照。
- 宇宙斬鉄怪獣 ディノゾール
- 地底怪獣 グドン
- 火山怪鳥 バードン
- マケット怪獣 ミクラス
  - マケット怪獣 エレキミクラス
- 宇宙凶険怪獣 ケルビム
- 岩石怪獣 サドラ
- 古代怪獣 ツインテール
- 高次元捕食体 ボガール
  - 高次元捕食体 ボガールモンス
- 健啖宇宙人 ファントン星人
- 肥大糧食 シーピン929
- マケット怪獣 リムエレキング
- マケット怪獣 ウインダム
  - マケット怪獣 ファイヤーウインダム
- 宇宙斬鉄怪獣 ディノゾールリバース
- 魔神怪獣 コダイゴンジアザー
- 百足怪獣 ムカデンダー
- 昆虫型甲殻怪獣 インセクタス（雄、雌）
- 宇宙磔岩怪獣 グロマイト
- サーベル暴君 マグマ星人（兄ブラザーブルー、弟ブラザーレッド）
- 宇宙海人 バルキー星人
- 宇宙剣豪 ザムシャー
- 再生怪獣 サラマンドラ
- 宇宙大怪獣 ベムスター
- 宇宙量子怪獣 ディガルーグ
- 凶暴怪獣 アーストロン
- 高次元捕食獣 レッサーボガール
- 時間怪獣 クロノーム
- 優美宇宙人 アンヘル星人トーリ
- 異次元人 ヤプール
  - 暗黒四天王邪将・異次元超人 巨大ヤプール
- 一角超獣 バキシム
- 蛾超獣 ドラゴリー
- ミサイル超獣 ベロクロン
- プロトマケット怪獣 ゼットン
- プロトマケット怪獣 グドン
- プロトマケット ウルトラマンメビウス
- 円盤生物 ノーバ
  - マケット怪獣 マケットノーバ
- 無双鉄神 インペライザー
- 円盤生物 ロベルガー
- 巨大魚怪獣 ゾアムルチ
- 宇宙調査員 メイツ星人ビオ
- 人魂怪獣 フェミゴン（フェミゴンフレイム）
- 光波宇宙人 リフレクト星人
- 暗黒星人 ババルウ星人
  - ニセハンターナイト ツルギ
- 土塊怪獣 アングロス
- 念動宇宙人 サイコキノ星人
  - 念動宇宙人 サイコキノ星人カコ
- 宇宙三面魔像 ジャシュライン
- 宇宙有翼怪獣 アリゲラ
- 憑依宇宙人 サーペント星人
  - 憑依宇宙人 巨大サーペント星人
- 宇宙植物怪獣 ソリチュラ
  - 宇宙植物怪人 ソリチュラン
- 円盤生物 ロベルガー二世
- 硫酸怪獣 ホー
- 古代怪獣 ゴモラ
- どくろ怪獣 レッドキング
- 宇宙同化獣 ガディバ
- 謎の円盤群
- 異次元超人 メビウスキラー
- 満月超獣 ルナチクス
- 暗黒四天王謀将・策謀宇宙人 デスレム
- 暗黒四天王豪将・冷凍星人 グローザム
- 暗黒四天王知将・悪質宇宙人 メフィラス星人
- 暗黒宇宙大皇帝 エンペラ星人

### ウルトラマンメビウス外伝 ヒカリサーガ
- 超高度生命体 アーブの民
- 高次元捕食体 ボガール
- 健啖宇宙人 ファントン星人
- 宇宙大怪獣 ベムスター
- 暗黒星人 ババルウ星人
  - ニセウルトラマンメビウス
  - ニセハンターナイト ツルギ

### ウルトラマンメビウス&ウルトラ兄弟
- 異次元超人 巨大ヤプール（幽霊）
- 究極超獣 Uキラーザウルス
  - 究極巨大超獣 Uキラーザウルス・ネオ
- 極悪宇宙人 テンペラー星人
- 凶悪宇宙人 ザラブ星人
  - ニセウルトラマンメビウス
- 分身宇宙人 ガッツ星人
- 暗殺宇宙人 ナックル星人
- 宇宙凶険怪獣 ケルビム

### ウルトラマンメビウス外伝 アーマードダークネス
- 暗黒魔鎧装 アーマードダークネス
- 再生怪獣 サラマンドラ
- 円盤生物 ロベルガー
- 百足怪獣 ムカデンダー
- 宇宙凶険怪獣 ケルビム

### ウルトラマンメビウス外伝 ゴーストリバース
（G）とはゴーストを表す。
- 暗黒機靭 メカザム（影武者メカ ゴーストリバース）
- 暗黒四天王知将・アーマードメフィラス（G）
- 暗黒四天王謀将・策謀宇宙人 デスレム（G）
- 暗黒四天王豪将・冷凍星人 グローザム（G）
- 暗黒四天王邪将・異次元超人 メビウスキラー（G）（巨大ヤプール憑依）
- 無双鉄神 インペライザー
- EXゼットン

## ULTRASEVEN X
- 時空生命体 ガルキメス
- エイリアン集団
- 宇宙船
- 宇宙商人 マーキンド星人
- パラサイト宇宙生物 ペジネラ
- 凶暴エイリアン ボーダ星人
- チャムダ星人
- 光基動生命体 光の塊
- ヴァイロ星人ナタル
- ヴァイロ星人
- 生物機械兵器 バドリュード
- 殺戮宇宙人 ヒュプナス
- 獣人
- 巨大機械生命体 メカ・グラキエス
- 小型集合体 グラキエス

## 大怪獣バトルシリーズ

### ウルトラギャラクシー大怪獣バトル
- 古代怪獣 ゴモラ
  - 古代怪獣 EXゴモラ
- 地底怪獣 テレスドン
- 岩石怪獣 サドラ
- どくろ怪獣 レッドキング
- 冷凍怪獣 ペギラ（氷漬け状態）
- 原始怪鳥 リトラ（S）
  - 原始怪鳥 ファイヤーリトラ
- 百足怪獣 ムカデンダー（死骸）
- 巨大植物 ジュラン（マンモスフラワー）
- 超古代怪獣 ゴルザ
  - 超古代怪獣 ファイヤーゴルザ
- 透明怪獣 ネロンガ
- 地底怪獣 グドン
- 宇宙大怪獣 ベムスター
- アースロポッドタイプビースト・バンピーラ
- 奇獣 ガンQ
- 古代怪獣 ツインテール
- アンフィビアタイプビースト・フログロス（B）
- 四次元怪獣 ブルトン
- 宇宙凶剣怪獣 ケルビム
- 凶暴怪獣 アーストロン
- 宇宙怪獣 エレキング
  - 宇宙怪獣 リムエレキング
- 土塊怪獣 アングロス
- 宇 宙礫岩怪獣 グロマイト
- 宇宙有翼怪獣 アリゲラ
- 巨大魚怪獣 ゾアムルチ
- 円盤生物 ノーバ
- 再生怪獣 サラマンドラ
- 満月超獣 ルナチクス
- 宇宙ロボット キングジョーブラック
- ミサイル超獣 ベロクロン
- 蛾超獣 ドラゴリー
- 宇宙恐竜 ゼットン
- 究極生命体 レイブラッド星人
- レイモン

### ウルトラギャラクシー大怪獣バトル NEVER ENDING ODYSSEY
（RB）とは「レイオニクス・バトラー」を表す。なおレイオニクス・バトラーではないザラブ星人は（NRB）。
- 古代怪獣 ゴモラ
  - 古代怪獣 ゴモラ（ブレイブバースト）
  - 古代怪獣 ゴモラ（レイオニックバースト）
  - 古代怪獣 EXゴモラ ※レイオニックバーストの状態から覚醒
- 変身怪人 ピット星人（RB）
- 策略星人 ペダン星人
  - レイオニクスハンター・ダイル
  - ハーラン司令官
  - ペダン星人レイオニクスハンター
- 古代怪獣 ゴメス（S）
- 地底怪獣 マグラー
- 彗星怪獣 ドラコ
  - 彗星怪獣 ドラコ（再生）
- 宇宙怪獣 エレキング
- 原始怪鳥 リトラ（S）
  - 原始怪鳥 ファイヤーリトラ
- 集団宇宙人 フック星人（RB）
- 分身宇宙人 ガッツ星人（RB）
- 宇宙大怪獣 ベムスター
- 凶暴怪獣 アーストロン
- 宇宙怪人 ゼラン星人（RB）
- 暗殺宇宙人 ナックル星人（RB）
- フィンディッシュタイプビースト・ガルベロス
- 宇宙恐竜 ゼットン（幻影）
- レイモン
  - レイモン（バーストモード）
- 幻覚宇宙人 メトロン星人（RB）
- 蛾超獣 ドラゴリー
- 暗黒星人 ババルウ星人（RB）
- 磁力怪獣 アントラー
- 溶岩怪獣 グランゴン（尻尾のみ）
- 伝説怪龍 ナツノメリュウ（尻尾のみ）
- 一角超獣 バキシム
- キール星人グランデ
- 暴君怪獣 タイラント
- 凶悪宇宙人 ザラブ星人（NRB）
  - にせウルトラマン
- 悪質宇宙人 メフィラス星人（RB）
  - アーマードメフィラス
  - 巨大アーマードメフィラス
- 極悪宇宙人 テンペラー星人（RB）
- 三面怪人 ダダ（RB）
- 宇宙有翼怪獣 アリゲラ
- 暗黒魔鎧装 アーマードダークネス
- カプセル怪獣 ミクラス
- 変身怪人 ゼットン星人（RB）
- 地底怪獣 テレスドン
- 宇宙凶剣怪獣 ケルビム
- 宇宙ロボット キングジョーブラック
- どくろ怪獣 レッドキング
  - どくろ怪獣 レッドキング（ブレイブバースト）
  - どくろ怪獣 EXレッドキング
- 火山怪鳥 バードン
- 光波宇宙人 リフレクト星人（RB）
- 宇宙ロボット キングジョースカーレット
- 究極生命体 レイブラッド星人

## ウルトラマンゼロ

### 大怪獣バトル ウルトラ銀河伝説 THE MOVIE
（S）とは「スペシャル」を表す。
- ウルトラマンベリアル
  - ウルトラマンベリアル（アーリースタイル）
- 究極生命体 レイブラッド星人
- 宇宙怪獣 ベムラー
- 凶悪宇宙人 ザラブ星人
  - にせウルトラマン
- 変身怪獣 ザラガス
- 彗星怪獣 ドラコ
- 宇宙大怪獣 ベムスター
- 再生怪獣 サラマンドラ
- 暗黒星人 シャプレー星人
- 用心棒怪獣 ブラックキング
- 宇宙竜 ナース
- 変身怪人 ゼットン星人
- 三面怪人 ダダ
- 暗殺宇宙人 ナックル星人
- サーベル暴君 マグマ星人
- 暗黒星人 ババルウ星人
- 古代怪獣 ゴメス（S）
- 宇宙忍者 バルタン星人
- どくろ怪獣 レッドキング
- 地底怪獣 マグラー
- 磁力怪獣 アントラー
- 地底怪獣 テレスドン
- 宇宙恐竜 ゼットン
- 宇宙怪獣 エレキング
- 幻覚宇宙人 メトロン星人
- 分身宇宙人 ガッツ星人
- 凶暴怪獣 アーストロン
- 岩石怪獣 サドラ
- 地底怪獣 グドン
- 古代怪獣 ツインテール
- ミサイル超獣 ベロクロン
- 一角超獣 バキシム
- 蛾超獣 ドラゴリー
- 満月超獣 ルナチクス
- 火山怪鳥 バードン
- 百足怪獣 ムカデンダー
- 極悪宇宙人 テンペラー星人
- 暴君怪獣 タイラント
- 宇宙海人 バルキー星人
- 円盤生物 ノーバ
- 硫酸怪獣 ホー
- 超古代怪獣 ファイヤーゴルザ
- 奇獣 ガンQ
- フィンディッシュタイプビースト ガルベロス
- アンフィビアタイプビースト フログロス（B）
- アースロポッドタイプビースト バンピーラ
- 宇宙凶険怪獣 ケルビム
- 宇宙礫岩怪獣 グロマイト
- 巨大魚怪獣 ゾアムルチ
- 光波宇宙人 リフレクト星人
- 土塊怪獣 アングロス
- 宇宙三面魔像 ジャシュライン
- 宇宙有翼怪獣 アリゲラ
- 円盤生物 ロベルガー二世
- 宇宙ロボット キングジョーブラック
- 地獄星人 スーパーヒッポリト星人
- 海獣 キングゲスラ
- 双頭怪獣 キングパンドン
- 剛力怪獣 キングシルバゴン
- 超力怪獣 キングゴルドラス
- 実力派中堅芸人 プレッシャー星人
- 百体怪獣 ベリュドラ
- レイモン
  - レイモン（バーストモード）
- 古代怪獣 ゴモラ
  - 古代怪獣 ゴモラ（レイオニックバースト）
  - 古代怪獣 EXゴモラ
- 原始怪鳥 リトラ（S)
- カプセル怪獣 ウインダム
- カプセル怪獣 ミクラス
- カプセル怪獣 アギラ
- 友好珍獣 ピグモン

### ウルトラ銀河伝説外伝 ウルトラマンゼロVSダークロプスゼロ
（SR）とは「サロメロボット」を表す。
- ダークロプスゼロ
  - テクターギアブラック
- ニセウルトラ兄弟（SRチーム）
  - ロボット超人 ニセウルトラセブン（SR）
  - ロボット超人 ニセゾフィー（SR）
  - ロボット超人 ニセウルトラマン（SR）
  - ロボット超人 ニセウルトラマンジャック（SR）
  - ロボット超人 ニセウルトラマンエース（SR）
- メカロボット怪獣 メカゴモラ
- 侵略星人 サロメ星人
  - サロメ星人ヘロディア
  - サロメ星人イラテ
  - サロメ星人ガナエス
- 古代怪獣 ゴモラ
- 原始怪鳥 リトラ（S）
- 別次元のレイモン（バーストモード）
- 銀河皇帝 カイザーベリアル（イメージのみ）

### ウルトラマンゼロ THE MOVIE 超決戦!ベリアル銀河帝国
- 銀河皇帝 カイザーベリアル
  - 超銀河大帝 アークベリアル
- 鋼鉄将軍 アイアロン
- 暗黒参謀 ダークゴーネ
- 帝国機兵 レギオノイド（レギオノイド（α）、レギオノイド（β））
- 帝国猟兵 ダークロプス

### ウルトラマンゼロ外伝 キラー ザ ビートスター
（BS）とは「ビートスター」を表す。
- 天球ガーディアン ビートスター
  - ビートスター天球
- ジャンキラー（ジャンナイン）
- 天球ロボット キングジョー（BS）
- 天球超人 エースキラー（BS）
- 天球鉄神 インペライザー（BS）
- 天球機兵 レギオノイド（BS）（レギオノイド（α）（BS）、レギオノイド（β）（BS））
- 古代怪獣 ゴモラ
- 原始怪鳥 リトラ（S）
- 触角宇宙人 バット星人（回想シーンのみ）

### ウルトラマンサーガ
- 触角宇宙人 バット星人
- 宇宙恐竜 ハイパーゼットン
  - ハイパーゼットン（コクーン）
  - ハイパーゼットン（ギガント）
  - ハイパーゼットン（イマーゴ）
- 凶暴怪獣 アーストロン
- 深海怪獣 グビラ
- 古代怪獣 ゴメス（S）
- 友好巨鳥 リドリアス
- 古代暴獣 ゴルメデ
- 地中怪獣 モグルドン
- 毒ガス怪獣 エリガル
- 隕石小珍獣 ミーニン
- 電撃怪獣 ボルギルス
- カオスヘッダー0
- 宇宙球体 スフィア
- 帝国機兵 レギオノイド（レギオノイド（α）、レギオノイド（β））
- 怪獣兵器 アントラー（本編未登場）
- 怪獣兵器 キングパンドン（本編未登場）
- 怪獣兵器 ブラックキング（本編未登場）
- 怪獣兵器 ベロクロン（本編未登場）
- 怪獣兵器 タイラント（本編未登場）

### ウルトラゼロファイト
- 触角宇宙人 バット星人グラシエ
- どくろ怪獣 レッドキング
  - EXレッドキング
- フィンディッシュタイプビースト ガルベロス
  - 幻影ウルトラマンゼロ（ストロングコロナゼロ、ルナミラクルゼロ）
- 奇獣 ガンQ
- 宇宙大怪獣 ベムスター
- 宇宙怪獣 ベムラー
- 地底怪獣 テレスドン
- 岩石怪獣 サドラ
- 地底怪獣 グドン
- 友好珍獣 ピグモン
- メフィラス星人・魔導のスライ
- ヒッポリト星人・地獄のジャタール
  - にせウルトラの母
- テンペラー星人・極悪のヴィラニアス
- デスレ星雲人・炎上のデスローグ
- グローザ星系人・氷結のグロッケン
- 暗黒魔鎧装 アーマードダークネス
- 剛力怪獣 キングシルバゴン
- ファネゴン人
- 暴君怪獣 タイラント
- 友好珍獣 ピグモン
- 暗黒大皇帝 カイザーダークネス
  - ゼロダークネス
  - ウルトラマンベリアル

## ネオ・ウルトラQ
- 巡礼怪獣 ニルワニエ（爾流王仁恵）
- 洗濯怪獣 ブレザレン
- 宇宙ビジネスマン ヴァルカヌス星人 羽屋丈二
- 暗黒悪意 マーラー
- 人造人間 エピゴノイド
- 悪臭怪獣 セーデガン
- セーデガン化した優希
- 謎の怪奇植物
- 鉄貝獣 ガストロポッド
- ギ・ノール星侍従武官 ハタ・ギ・ノール
- ギ・ノール星神祇官
- ギ・ノール星前教皇
- 宇宙暗殺者 ホウショウ族
- 吸引怪獣 プラーナ
- 見習い怪獣 ファルマガン
- 知的恐球 アルゴス
- 古代生物 ソーマ

## ウルトラマンギンガ
（SD）とは「スパークドールズ」を表す。タイラントの(SDU)は「スパークドールズが合体した」の意味。
- 異形の手のモノ
  - ダークルギエル
- 宇宙海人 バルキー星人（SD）
- 用心棒怪獣 ブラックキング（SD）
- 超合成獣 サンダーダランビア（SD）
- 誘拐怪人 ケムール人（SD）
- 双頭怪獣 キングパンドン（SD）
- 海底原人 ラゴン（SD）
- ジャンキラー（ジャンナイン）
- 蛾超獣 ドラゴリー（SD）
- ティガダーク（SD）
- 暗殺宇宙人 ナックル星人グレイ（SD）
- フィンディッシュタイプビースト ダークガルベロス（SD）
- 変身怪獣 ザラガス（SD）
- どくろ怪獣 レッドキング（SD）
- ウルトラマンダーク（SD）
- ウルトラセブンダーク（SD）
- 磁力怪獣 アントラー（SD）
- 宇宙三面魔像 ジャシュライン（SD）
- 超怪獣 スーパーグランドキング（SD）
- サーベル暴君 マグマ星人（SD）
- 宇宙恐竜 ゼットン（SD）

### ウルトラマンギンガ 劇場スペシャル
- 異次元宇宙人 イカルス星人（SD）
- 暴君怪獣 タイラント（SDU）
- ダークザギ（SD）

### ウルトラマンギンガ 劇場スペシャル ウルトラ怪獣☆ヒーロー大乱戦!
（SDI）とは「スパークドールズイミテーション」を表す。
- 宇宙恐竜 ゼットン（SDI）
- 巨大魚怪獣 ゾアムルチ（SDI）
- 蛾超獣 ドラゴリー（SDI）
- 宇宙剣豪 ザムシャー（SDI）
- どくろ怪獣 レッドキング（SDI）
  - EXレッドキング（SDI）
- カプセル怪獣 ミクラス（SDI）
- 雪女怪獣 スノーゴン（SDI）
- 地底怪獣 テレスドン（SDI）
- 彗星怪獣 ドラコ（SDI）
- 宇宙忍者 バルタン星人（SDI）
- うす怪獣 モチロン（SDI）
- コイン怪獣 カネゴン（SDI）
- 奇獣 ガンQ（SDI）
- 宇宙悪霊 アクマニヤ星人（SDI）
- エフェクト宇宙人 ミラクル星人（SDI）
- 古代怪獣 ゴモラ（SDI）
- 古代怪獣 ゴモラ レイオニックバースト（SDI）
- 古代怪獣 EXゴモラ（SDI）
- メカロボット怪獣 メカゴモラ（SDI）
- なまけ怪獣 ヤメタランス（SDI）
- カオスウルトラマン（バグレー）
- カオスロイドT（バグレー）
- イーヴィルティガ（バグレー）
- カオスロイドS（バグレー）
- カオスロイドU（バグレー）
- 二次元怪獣 ガヴァドン

### ウルトラマンギンガS
- アンドロイド・ワンゼロ / マナ
- 頭脳星人 チブル星人エクセラー（SD）
- 地底聖獣 シェパードン
- 傀儡怪人 チブロイド
- EXレッドキング（SD）
- 宇宙怪獣 エレキング（SD）
- 分身宇宙人 ガッツ星人ボルスト（SD）
- 無双鉄神 インペライザー （SD）
- 宇宙ロボット キングジョーカスタム（SD）
- 岩石怪獣 サドラ（SD）
- 地底怪獣 グドン（SD）
- 一角超獣 バキシム（SD）
- 異次元超人 巨大ヤプール
- 古代怪獣 ゴモラ（SD）
- 超古代怪獣 ファイヤーゴルザ（SD）
- 奇獣 ガンQ（SD）
- 超合体怪獣 ファイブキング（SDU）
- 宇宙大怪獣 ベムスター（SD）
- 宇宙怪獣 ベムラー（SD）
- 蛾超獣 ドラゴリー（SD）
- ミサイル超獣 ベロクロン（SD）
- 宇宙悪霊 アクマニヤ星人ムエルテ（SD）
- 幻覚宇宙人 メトロン星人ジェイス（SD）
- 巨大魚怪獣 ゾアムルチ（SD）
- 火山怪鳥 バードン（SD）
- 変身怪人 ゼットン星人ベルメ（SD）
- 宇宙恐竜 ハイパーゼットン イマーゴ（SD）
- ダークルギエル
  - 超咆哮獣 ビクトルギエル
- 宇宙海人 バルキー星人（SD）
- 異次元宇宙人 イカルス星人（SD）
- 暗殺宇宙人 ナックル星人グレイ（SD）

### 劇場版 ウルトラマンギンガS 決戦!ウルトラ10勇士!!
- 超時空魔神 エタルガー
- ダークルギエル（エタルダミー）
- 超合体怪獣 ファイブキング（エタルダミー）
- ダークメフィスト（エタルダミー）
- 高速宇宙人 スラン星人（エタルダミー）
- 暗黒宇宙大皇帝 エンペラ星人（エタルダミー）
- ウルトラマンベリアル（エタルダミー）

### ウルトラファイトビクトリー
- 異次元超人 巨大ヤプール
- 大蟻超獣 アリブンタ
- ミサイル超獣 ベロクロン
- 一角超獣 バキシム
- 蛾超獣 ドラゴリー
- 異次元超人 ビクトリーキラー
- 地底聖獣 シェパードン
- 満月超獣 ルナチクス
- 超怪獣 スーパーグランドキング・スペクター
- 幻影宇宙帝王 ジュダ・スペクター

## 大怪獣ラッシュ ウルトラフロンティア
- バルタンバトラー・バレル
- ガッツガンナー・ガルム
- マグママスター・マグナ
- メフィラス星人ジェント
- カネゴン・ア・キンド
- どくろ怪獣 レッドキング
- 透明怪獣 ネロンガ
- 宇宙怪獣 エレキング
- 磁力怪獣 アントラー
- ノダチザムシャー
- ダダA（エリートナンバーズ）
- ダダB (ブレイカーナンバーズ)
- ダダC (コマンドナンバーズ)
- スーパーアースゴモラ
- ヒッポリト星人ケイプ
- ナックル星人ジェイラ
- デスレ星雲人ダイロ
- メフィラス星人シックル
- 凍結怪獣 ガンダー
- チブル星人（チブローダーストロング）
- 宇宙ロボット キングジョー
- ガッツ星人シーズ
- プラズマキラーザウルス

### 大怪獣ラッシュ ウルトラフロンティア DINO-TANK hunting
- 戦車怪獣 恐竜戦車（恐竜戦車マークII）

### 大怪獣ラッシュ ウルトラフロンティア VEROKRON hunting
- ミサイル超獣 ベロクロン

## ウルトラマンX
- 宇宙怪獣 ベムラー（回想シーン）
- 青色発泡怪獣 アボラス（ニュース内）
- 赤色火焔怪獣 バニラ（ニュース内）
- 油獣 ペスター（ニュース内）
- 地底怪獣 マグラー（ニュース内）
- 冷凍怪獣 ペギラ（ニュース内）
- 熔鉄怪獣 デマーガ
- 健啖宇宙人 ファントン星人グルマン博士
- 火山怪鳥 バードン
- 地底怪獣 テレスドン
- 地底女
- 凶悪宇宙人 ザラブ星人
- 宇宙大怪獣 ベムスター
- 用心棒怪獣 ブラックキング
  - ブラックキングドリルカスタム
- 暗殺宇宙人 ナックル星人バンデロ
- 亡命宇宙人 ゴールド星人tE・rU
- メカ守護獣 ルディアン
- 石化魔獣 ガーゴルゴン
- 宇宙恐竜 ゼットン
- 高速宇宙人 スラン星人クワイラ
- 暗殺宇宙人 ナックル星人ナクリ
- 異次元宇宙人 イカルス星人イカリ
- 宇宙海人 バルキー星人ハルキ
- 海獣 サメクジラ（ジョリー）
- 暗黒星人 ババルウ星人
- 変身怪人 ゼットン星人
- 三面怪人 ダダ
- 誘拐怪人 ケムール人
- 宇宙悪霊 アクマニヤ星人レフリー
- 不動怪獣 ホオリンガ
- 宇宙ロボット キングジョー
- 電脳怪獣 サイバーゴモラ
- 熔鉄怪獣 ツルギデマーガ
- 変身怪獣 ザラガス
- サーベル暴君 マグマ星人
- 暗黒星人 シャプレー星人
- 幻影宇宙女王 ギナ・スペクター
- 幻影宇宙大王 モルド・スペクター
- ロボット怪獣 メカゴモラ
- 宇宙商人 マーキンド星人
- 幻影合身大魔帝 グア・スペクター
- 古代怪獣 ゴメス（S）
- 遊星怪人 セミ女
- 深海怪獣 グビラ
- 友好珍獣 ピグモン
- 海獣 キングゲスラ
- 宇宙化猫 ムー
- 彗星怪獣 ドラコ（回想シーン）
- どくろ怪獣 レッドキング
  - EXレッドキング
- 古代怪獣 ゴモラ
  - EXゴモラ
- 人工生命 M1号
- インセクトタイプビースト バグバズンブルート
- 虚空怪獣 グリーザ
  - 第一形態
  - 第二形態
  - 最終形態

### 劇場版 ウルトラマンX きたぞ! われらのウルトラマン
- 宇宙忍者 バルタン星人（回想シーン）
- 閻魔獣 ザイゴーグ
- 閻魔分身獣 ゴーグアントラー
- 閻魔分身獣 ゴーグファイヤーゴルザ
- 閻魔分身獣 ツルギデマーガ
- 健啖宇宙人 ファントン星人グルマン博士
- 電脳怪獣 サイバーゴモラ
- 超空大凶獣 デザストロ（名前のみ）

## ウルトラマンオーブ
- 光ノ魔王獣 マガゼットン[1][2]
- 風ノ魔王獣 マガバッサー[1][2]
- 土ノ魔王獣 マガグランドキング[1][2]
- 水ノ魔王獣 マガジャッパ[1][2]
- 火ノ魔王獣 マガパンドン[1][2]
- 闇ノ魔王獣 マガタノゾーア（怪獣カードのみ）[2]
- 宇宙恐竜 ハイパーゼットンデスサイス[1][2]
  - ハイパーゼットンデスサイス（リザーバー）[2]
- 変身怪人 ゼットン星人マドック[2]
- 悪質宇宙人 メフィラス星人ノストラ[1][2]
- 幻覚宇宙人 メトロン星人タルデ[1][2]
  - 幻覚宇宙人 メトロン星人タルデ（ラウンドランチャー）[2]
- 暗殺宇宙人 ナックル星人ナグス[2]
- 大蟻超獣 アリブンタ[1][2]
- 硫酸怪獣 ホー[1][2]
- 深海怪獣 グビラ[1][2]
- 海底原人 ラゴン [2]
  - ラゴンJr.[2]
- 暗黒星人 ババルウ星人ババリュー[1][2]
  - ニセウルトラマンオーブ[2]
- 地底怪獣 テレスドン[2]
- 宇宙凶険怪獣 ケルビム[1][2]
- 用心棒怪獣 ブラックキング[1][2]
- 無幻魔人 ジャグラス ジャグラー[1]
- 大魔王獣 マガオロチ[1][2]
  - 超大魔王獣マガタノオロチ[1][2]
- シビルジャッジメンター ギャラクトロン[1][2]
- 合体魔王獣 ゼッパンドン[1][2]
- 宇宙怪人 ゼラン星人[2]
- 宇宙怪獣 ベムラー（強化）[1][2]
- 暗黒星人 シャプレー星人カタロヒ[1][2]
- 怨霊鬼 戀鬼（紅蓮騎）[1][2]
- 人工生命体 マーヤ[2]
- 円盤マスター ブラック店長[2]
- 変身怪人 ピット星人ミュー[2]
- 円盤生物 ノーバ[1][2]
- カマイタドン（名前のみ）
- 熔鉄怪獣 デマーガ[2]
- 古代怪獣 ゴメス（S）[2]

### ウルトラマンオーブ THE ORIGIN SAGA
- 宇宙悪魔 ベゼルブ[3]
- 宇宙悪魔 クイーンベゼルブ[3]
  - 宇宙悪魔 サイクイーン[3]
- レイフ星人サイキ[3]
- パーテル[3]
- クグツキングゲスラ[3]
- クグツアーストロン[3]
- クグツベムスター[3]
- 石化魔獣 ガーゴルゴン[3]
- 友好巨鳥 リドリアス[3]
- 電撃怪獣 ボルギルス[3]
- クグツバードン[3]
- クグツベロクロン[3]
- クグツバキシム[3]

### 劇場版 ウルトラマンオーブ 絆の力、おかりします!
- 宇宙魔女賊 ムルナウ[4]
- 奇機械宇宙人 ガピヤ星人サデス[4][5]
- 奇機械怪獣 デアボリック[4][5]
- 分身宇宙人 ガッツ星人ドッペル[4][5]
- 地獄星人 ヒッポリト星人カリスト[4][5]
- 極悪宇宙人 テンペラー星人バチスタ[4][5]
- 遊星怪人 セミ女[4][5]
- 電波怪人 レキューム人[4][5]
- 憑依宇宙人 サーペント星人[4][5]
- 殺戮宇宙人 ヒュプナス[4][5]
- ガルメス人[4][5]
- 昆虫宇宙人 クカラッチ星人[4][5]
- 奇機械改竜 ギャラクトロン[4][5]
- ジャグラス ジャグラー[4]
- 合体魔王獣 ゼッパンドン[5]
- 超空大凶獣 デザストロ（名前のみ）[4]

### ウルトラファイトオーブ 親子の力、おかりします!
- 究極生命体 レイブラッド星人（イメージシーン）
- 亡霊魔導士 レイバトス
- 熔鉄怪獣 デマーガ
- 幻影宇宙帝王 ジュダ・スペクター
- ロボット怪獣 メカゴモラ
- 超咆哮獣 ビクトルギエル
- 火山怪鳥 バードン
- 宇宙ロボット キングジョー
- 地底怪獣 グドン
- 古代怪獣 ツインテール
- 宇宙恐竜 ハイパーゼットン(イマーゴ)
- 暴君怪獣 タイラント

### ウルトラマンオーブ THE CHRONICLE
新撮部分に登場したもののみ記載。
- 無幻魔人 ジャグラス ジャグラー
- 奇機械宇宙人 ガピヤ星人サデス
- 宇宙悪魔 ベゼルブ
- 熔鉄怪獣 ツルギデマーガ
- 亡霊魔導士 レイバトス
- 超大魔王獣 マガタノオロチ

## ウルトラマンジード
- ウルトラマンベリアル
  - ウルトラマンベリアル アトロシアス
- ベリアル融合獣 スカルゴモラ
- ペガッサ星人ペガ
- シャドー星人ゼナ
- ストルム星人 伏井出ケイ
- 三面怪人 ダダ（ダダ820号）[6]
- ダークロプスゼロ[6]
- 集団宇宙人 フック星人[6]
- 変身怪人 ピット星人 トリィ＝ティプ[6]
- 宇宙怪獣 エレキング[6]
- 凶暴怪獣 アーストロン[6]
- モコ（小珍獣ルナー）[6]
- 海獣 サメクジラ（幼体）
- ベリアル融合獣 サンダーキラー
- シビルジャッジメンター ギャラクトロン[6]
- 暴君怪獣 タイラント[6]
- サトコ（ゾべタイ星人ナビア）[6]
- だだっ子怪獣 ザンドリアス[6]
- 宇宙帝王 バド星人[6]
- 宇宙怪人 ゼラン星人[6]
- 友好異星人 ネリル星人
- 策略星人 ペダン星人
- 憑依宇宙人 サーペント星人
- 冷凍星人 グローザ星系人
- ドーブル星人
- ベリアル融合獣 ペダニウムゼットン
  - ペダニウムゼットン・エボルド
- 宇宙ゲリラ シャドー星人クルト[6]
- 時空破壊神 ゼガン[6]
- 昆虫宇宙人 クカラッチ星人[6]
- 反重力宇宙人 ゴドラ星人（ゴドー＝ウィン）[6]
- 遊星怪人 セミ女
- ベリアル融合獣 キメラべロス
- 三面怪人 ダダ（ダダ116号）
- 帝国機兵 レギオノイド ダダ・カスタマイズ[6]
- 閻魔獣 ザイゴーグ[6]
- ロボット怪獣 メカゴモラ[6]
- 再生怪獣 ギエロン星獣[6]
- 電波怪人 レキューム人[6]
- 深海怪獣 グビラ[6]
- ベリアル融合獣 キングギャラクトロン
- 友好巨鳥 リドリアス

### 爆裂戦記ドンシャイン（劇中劇）
- 強奪怪人 サタンゾーグ
- ノーシ
- ヤシハ
- フミンガ
- ターヤ
- ベースボール伯爵（名称のみ）

### 劇場版 ウルトラマンジード つなぐぜ! 願い!!
- ペガッサ星人ペガ
- シャドー星人ゼナ
- 獅子聖獣 グクルシーサー[7]
- シビルジャッジメンター ギャラクトロン[7]
- シビルジャッジメンター ギャラクトロンMK2[7]
- 巨大人工頭脳ギルバリス
  - ラストジャッジメンター ギルバリス（完全態）[7]
- アンドロイド兵 バリスレイダー
- ジャキ星人 アーロン
- 暗殺宇宙人 ナックル星人
- 暗黒星人 シャプレー星人
- 宇宙帝王 バド星人
- 誘拐怪人 ケムール人
- ガルメス人
- 昆虫宇宙人 クカラッチ星人
- 電波怪人 レキューム人
- 殺戮宇宙人 ヒュプナス
- ドーブル星人
- 植物宇宙人 ルフル
- 侵略宇宙人 ノルヴァー星雲人
- 魔界人 マグドム
- 剛力怪人 イダラーダ
- 鉄牛星人 ブルック
- 宇宙野人 ラワーン人
- 宇宙鬼 ゲマハ星人

## ウルトラマンR/B
- 火炎骨獣 グルジオボーン[8]
  - 爆撃骨獣 グルジオキング[8]
  - 超鎧装獣 グルジオレギーナ[8]
- 用心棒怪獣 ブラックキング[8]
- 石化魔獣 ガーゴルゴン[8]
- どくろ怪獣 レッドキング[8]
- 猛禽怪獣 グエバッサー[8]
- ロボット怪獣 メカゴモラ[8]
- 大蟻超獣 アリブンタ[8]
- ウルトラマンオーブダーク[8]
- 古代怪獣 ゴメス（S）[8]
- 宇宙悪魔 ベゼルブ[8]
- 豪烈暴獣 ホロボロス[8]
- 深海怪獣 グビラ
- 透明怪獣 ネロンガ[8]
- 憑依生命体 チェレーザ
- 三面怪人 ダダ[8]
- 友好珍獣 ピグモン[8]
- 快獣 ブースカ[8]
- 悪質宇宙人 メフィラス星人[8]
- 凶悪宇宙人 ザラブ星人[8]
- 頭脳星人 チブル星人
- 変身怪人 ピット星人
- 宇宙帝王 バド星人
- 暗殺宇宙人 ナックル星人
- 宇宙ロボット キングジョー[8]
- 超弩級怪獣 グランドキングメガロス[8]
- 古代怪獣 ゴモラ[8]
- 次元凶獣 カミソリデマーガ[8]
- コスモイーター ルーゴサイト[8]

### 劇場版 ウルトラマンR/B セレクト! 絆のクリスタル
- ペガッサ星人ペガ
- 友好珍獣 ピグモン
- 奇獣 ガンQ
- 宇宙大怪獣 ベムスター
- ロボット怪獣 メカゴモラ（カスタムヘビー）
- ウルトラマントレギア
- 超鎧装獣 グルジオレギーナ
- 邪願獣 スネークダークネス

## ウルトラマンタイガ
- ウルトラマントレギア[9]
- 最凶獣 ヘルべロス[9]
- 雛怪獣 ベビーザンドリアス[9]
- 若親怪獣 ヤングマザーザンドリアス[9]
- 時空破壊神 ゼガン[9]
- アヤマルム星人 宗谷ホマレ
- サーベル暴君 マグマ星人[9]
- 宇宙商人 マーキンド星人[9]
- 宇宙怪人 セミ人間[9]
- 昆虫宇宙人 クラカッチ星人[9]
- リヴァース星人 河津[9]
- 幼海獣 チビスケ
  - 海獣 キングゲスラ
- 電波怪人 レキューム人
- シビルジャッジメンター ギャラクトロンMK2
- 奇機械怪獣 デアボリック
- ヴォルク
- 憑依宇宙人 サーペント星人
- ガルメス人
- チブロイド
- 殺戮宇宙人 ヒュプナス
- 宇宙怪人 ペダン星人
- チンピラ宇宙人
- 暗殺者
- 変身怪人 ゼットン星人ゾリン
- 健啖宇宙人 ファントン星人
- 毒炎怪獣 セグメゲル
- 召喚士 葵
- ダマーラ星人
- 宇宙ヒットマン ガピヤ星人アベル
- 星に帰りたい男
- サイケ宇宙人 ペロリンガ星人
- 星人遺族 セミ少女
- 暗黒星人 ババルウ星人
- 集団宇宙人 フック星人
- 悪夢魔獣 ナイトファング
- 天王寺藍
- 水異怪獣 マジャッパ
- 戦略星人 キール星人
- 行方マイコ
  - 水獣の守り人
- 暗殺宇宙人 ナックル星人オデッサ
- 用心棒怪獣 ブラックキング
- 地底怪獣 パゴス
- 宇宙怪人 ゼラン星人オショロ
- サラサ星人麻璃亜
- 吸血怪獣 ギマイラ
- 惑星守護神 ギガデロス
- 高次元人 イルト
- 頭脳星人 チブル星人マブゼ
- 培養合成獣 スカルゴモラ
- 小珍獣 モコ
- リムエレキング
- サメクジラ幼体
- 密輸怪獣 バデータ幼体
- デスモン
- セモン星人ミード
- 宇宙怪人 ペダン星人
- 昆虫宇宙人 クカラッチ星人
- 熔鉄怪獣 デマーガ
- 宇宙怪獣 ベムラー
- 宇宙恐竜 ゼットン
- 触角宇宙人 バット星人小森セイジ
- 変身怪人 ピット星人水野ヒトミ
- 雷撃獣神 ゴロサンダー
- 大蟻超獣 アリブンタ
- 宇宙帝王 バド星人エル・レイ
- 宇宙工作員
- 双頭怪獣 パンドン
- 幽霊怪人 ゴース星人
- オイル怪獣 タッコング
- 凶猛怪獣 ギーストロン
- ニセウルトラマンベリアル
- 高速宇宙人 スラン星人
- 凶悪宇宙人 ザラブ星人
- 反重力宇宙人 ゴドラ星人
- 宇宙爆蝕怪獣 ウーラー

### 劇場版 ウルトラマンタイガ ニュージェネクライマックス
- ウルトラマントレギア
- サーベル暴君 マグマ星人
- 宇宙商人 マーキンド星人
- 三面怪人 ダダ
- 帝国機兵 レギオノイド ダダ・カスタマイズ
- 電波怪人 レキューム人
- 殺戮宇宙人 ヒュプナス
- 昆虫宇宙人 クカラッチ星人
- 宇宙怪人 ペダン星人
- 宇宙帝王 バド星人
- 宇宙怪人 ゼラン星人
- 健啖宇宙人 ファントン星人
- グローザ星系人
- 暗黒星人 シャプレー星人
- 憑依宇宙人 サーペント星人
- 戦略星人 キール星人
- 最凶獣 ヘルベロス
- 毒炎怪獣 セグメゲル
- 悪夢魔獣 ナイトファング
- 惑星守護神 ギガデロス
- 雷撃獣神 ゴロサンダー
- 邪神魔獣 グリムド

### トライスクワッド ボイスドラマ
- 合成獣キシアダー
- ゲルグ
- イムビーザ
- メカバードン
- 改造ブロッケン
- 寄生生命体 パライダー

## ウルトラマンZ
- 寄生生物 セレブロ
- 凶暴宇宙鮫 ゲネガーグ
- 特空機1号 セブンガー
- 古代怪獣 ゴメス
- 四次元怪獣 ブルトン
- 透明怪獣 ネロンガ
- 冷凍怪獣 ギガス
- 古代怪獣 ゴモラ
- 特空機2号 ウインダム
- 地底怪獣 テレスドン
  - 強化地底怪獣 エリマキテレスドン
- 冷凍怪獣 ペギラ
- 無幻魔人 ジャグラス ジャグラー
- 合体魔王獣 ゼッパンドン
- ペガッサ星人ペガ
- ラストジャッジメンター ギルバリス
- アンドロイド兵 バリスレイダー
- ベリアル融合獣 スカルゴモラ
  - ベリアル融合獣 サンダーキラー
  - ベリアル融合獣 ペダニウムゼットン
- 合体怪獣 トライキング
  - 超合体怪獣 ファイブキング
- 変身怪人 ピット星人ファ
- 変身怪人 ピット星人シィ
- 宇宙ロボット キングジョー
- 海賊宇宙人 バロッサ星人
- 特空機3号 キングジョー ストレイジカスタム
- どくろ怪獣 レッドキングA
- どくろ怪獣 レッドキングB
- 凶猛怪獣 ギーストロン
- 爆撃雷獣 グルジオライデン
- コイン怪獣 カネゴン
- 虚空怪獣 グリーザ（第一形態）
  - 虚空怪獣 グリーザ（第二形態）
- 豪烈暴獣 ホロボロス
  - 寄生破滅獣 メツボロス
- 海賊宇宙人 バロッサ星人（二代目）
- 誘拐怪人 ケムール人
- 地底怪獣 パゴス
- 殺し屋超獣 バラバ
- 宇宙大怪獣 ベムスター
- 人工生命 M1号
- 宇宙凶険怪獣 ケルビム
- 宇宙凶険怪獣 マザーケルビム
- 海賊宇宙人 バロッサ星人（三代目）
- オイル怪獣 タッコング
- 海獣 キングゲスラ
- 熔鉄怪獣 デマーガ
- 特空機4号 ウルトロイドゼロ
- 殲滅機甲獣 デストルドス

### セブンガーファイト
- 特空機1号 セブンガー
  - 特空機1号改 宇宙セブンガー
- エリ巻き恐竜 ジラース
- 戦闘変形メカ ヘルズキング改
- 宇宙怪獣 エレキング
- 発泡怪獣 ダンカン
- 隕石怪獣 ガラモン
- 友好珍獣 ピグモン
- 変形怪獣 ガゾート
- 異次元宇宙人 イカルス
- 凍結怪獣 ガンダー
- 双頭怪獣 改造パンドン
- ジャグラー
- 幽霊怪人 ゴース
- 要塞ロボット ビームミサイルキング
- 油獣 ペスター
- 宇宙悪霊 アクマニヤ
- 鬼怪獣 オニオン
- 怪異宇宙人 ケットル
- 半魚人 ボーズ
- 宇宙昆虫 サタンビートル

## ウルトラマントリガー NEW GENERATION TIGA
- 妖麗戦士 カルミラ
- 剛力闘士 ダーゴン
- 俊敏策士 ヒュドラム
- 超古代闇怪獣 ゴルバー
- メトロン星人マルゥル
- 吸血怪獣 ギマイラ
- 変形闇怪獣 ガゾート
- 古代地底獣 オカグビラ
- マスコット小怪獣 デバン
- 破壊暴竜 デスドラゴ
  - 破壊闇暴竜 デスドラゴ
- 惑星破壊神 サタンデロス
- 海賊宇宙人 バロッサ星人（四代目）
- 海賊雛怪獣 ベビーザンドリアス ケダミャー
- 特空機1号改 宇宙セブンガー
- 四次元怪獣 ブルトン
- 特空機3号 キングジョー ストレイジカスタム
- 三面怪人 ダダ（PDO-3A / PDO-3B / PDO-3C）
- 石化闇魔獣 ガーゴルゴン
- 変身怪獣 ザラガス
- 闇黒勇士 トリガーダーク
- アブソリュートタルタロス
- アブソリュートディアボロ
- 奇機械怪獣 デアボリック
- 宇宙竜 ナース
- 宇宙伝説魔獣 メツオーガ
- 新宇宙伝説魔獣 メツオロチ
- 毒炎怪獣 セグメゲル
- 超古代闇怪獣 ゴルバーII
- キリエル人
  - 炎魔戦士 キリエロイド
- 電撃獣人 バリガイラー
- 青色発泡怪獣 アボラス
- 赤色火焔怪獣 バニラ
- カラクリ武者 メカムサシン
- 邪神 メガロゾーア（第一形態・第二形態）
- 地底怪獣 テレスドン
- 地底怪獣 パゴス
- 古代怪獣 ゴモラ
- 凶暴怪獣 アーストロン

### ウルトラマントリガー エピソードZ
- メトロン星人マルゥル
- 地底怪獣 パゴス
- 変形怪獣 ガゾート
- 凶暴宇宙鮫 ゲネガーグ
- 破壊暴竜 デスドラゴ
- イーヴィルトリガー
- 殲滅機甲獣 デストルドス
  - 寄生生物 セレブロ

## ウルトラマンデッカー
- 巨大宇宙球体 キングスフィア
- 精強宇宙球体 スフィアソルジャー
- 精強融合獣 スフィアザウルス
- 破壊暴竜 デスドラゴ
- ディメンションカード怪獣 ミクラス
- 古代怪獣 ゴモラ
  - 古代合成獣 スフィアゴモラ
- 破壊獣 モンスアーガー
- 宇宙怪獣 ベムラー
- 暗黒星人 シャプレー星人
- 宇宙怪獣 エレキング（エリー）
- 変身怪人 ピット星人ユウコ
- メトロン星人マルゥル
- 地底怪獣 パゴス
- 地底怪獣 グドン
- 地底怪獣 テレスドン
- 地底怪獣 ツインテール
- ディメンションカード怪獣 アギラ
- 邪神 スフィアメガロゾーア（第二形態）
- 妖麗戦士 カルミラ
- 超古代植物 ギジェラン（巨大ルルイエ）
- 宇宙格闘士 グレゴール人グレース
- どくろ怪獣 レッドキング
  - どくろ合成獣 スフィアレッドキング
- ディメンションカード怪獣 ウインダム
- 新創獣 ネオメガス
  - 新創合成獣 スフィアネオメガス
- 海獣 キングゲスラ
- 岩石怪獣 サドラ
- 電脳魔人 テラフェイザー
- 稲妻怪鳥 ヒナバッサー
- 稲妻怪鳥 ライバッサー
- 変形怪獣 ガゾート
- 騒音怪獣 ノイズラー
- バズド星人アガムス
- バズド星人レリア
- 浮遊幼獣 スピニー
  - 双頭怪獣 パンドン
- メトロン星人ナイゲル
- 古代怪獣 ゴメス（S）
- 新宇宙伝説魔獣 メツオロチ（回想シーン）
- 俊敏策士 ヒュドラム（回想シーン）
- 異次元人 ヤプール
- 大蟻超獣 アリブンタ
- 警備ロボ ゾンボーグ兵
- 宇宙ロボット キングジョー（残骸）
- スフィアジャッジメンター ギャラクトロンMK2
- 海底原人 ラゴン
  - 海底原人 子ラゴン
- Sプラズマ融合獣 スフィアジオモス
- 有翼怪獣 チャンドラー
- 最強スフィア獣 マザースフィアザウルス

### ウルトラマンデッカー最終章 旅立ちの彼方へ…
- ゾゾギガ星人 プロフェッサー・ギベルス
- 銀河皇獣 ギガロガイザ
  - 銀河要塞獣 ゾルギガロガイザ
- 策略宇宙人 ペダン星人
- 昆虫宇宙人 クカラッチ星人
- 宇宙怪人 ゼラン星人
- ガルメス人
- 暗黒星人 シャプレー星人
- 幽霊怪人 ゴース星人
- 憑依宇宙人 サーペント星人
- グローザ星系人
- 殺戮宇宙人 ヒュプナス
- 電波怪人 レキューム人
- 異次元宇宙人 イカルス星人
- 宇宙ロボット キングジョー
- メトロン星人ナイゲル
- 宇宙格闘士 グレゴール人グレース
- 電脳魔人 テラフェイザー
- だだっ子怪獣 ザンドリアス
- 雛怪獣 ベビーザンドリアス
- サーベル暴君 マグマ星人
- 反重力宇宙人 ゴドラ星人
- 宇宙帝王 バド星人

## ウルトラマンブレーザー
- 宇宙甲殻怪獣 バザンガ
- 深海怪獣 ゲードス
- 23式特殊戦術機甲獣 アースガロン
  - 23式特殊戦術機甲獣 アースガロンMod.2
  - 23式特殊戦術機甲獣 アースガロンMod.3
  - 23式特殊戦術機甲獣 アースガロンMod.4
- 甲虫怪獣 タガヌラー
  - 甲虫怪獣 タガヌラー（亡霊態）
- 軟体怪獣 レヴィーラ
  - 軟体怪獣 レヴィーラ（亡霊態）
- 山怪獣 ドルゴ
- オーロラ怪人 カナン星人・ハービー
- オーロラ怪人 カナン星人・ロビー
- 天弓怪獣 ニジカガチ
  - 天弓怪獣 ニジカガチ（怨霊態）
- ロボット怪獣 ガラモン
- 宇宙怪人 セミ人間
- 熔鉄怪獣 デマーガ
- 熔鉄怪獣 ベビーデマーガ
- 宇宙電磁怪獣 ゲバルガ
- 月光怪獣 デルタンダル
  - 月光怪獣 デルタンダルB
- 二次元怪獣 ガヴァドン
- 幻視怪獣 モグージョン
- 電脳生物 パグ
- 深海怪獣 げ～どすくん
- 幻視怪獣 もぐ～じょんちゃん
- 宇宙侍 ザンギル
- 汚染獣 イルーゴ
- 宇宙汚染超獣 ブルードゲバルガ
- 炎竜怪獣 ファードラン
- 地底甲獣 ズグガン
- どくろ怪獣 レッドキング（二代目）
- 冷凍怪獣 ギガス
- 宇宙爆弾怪獣 ヴァラロン（第1形態・第2形態）

### ウルトラマンブレーザーTHE MOVIE 大怪獣首都激突
- 妖骸魔獣 ゴンギルガン（第1形態・第2形態）
- 幻影宇宙人 ダムノー星人
- 地底甲獣 ズグガン
- 甲虫怪獣 タガヌラー

## ウルトラマンアーク
- どくろ怪獣 レッドキング（二代目）
- 古代怪獣 ゴモラ
- 宇宙獣 ディゲロス
- 宇宙寄生生物 ウーズ
- 鎧甲殻獣 シャゴン
- 古代怪獣 リオド
- 宇宙獣 モノゲロス
- 電鼠怪獣 ネズドロン
- 巨鯨水獣 リヴィジラ
- 茸狩宇宙人 クロコ星人
- 灼熱怪獣 ホムガー
- V怪獣 インターネット・カネゴン
- 透明怪獣 ネロンガ
- 地底怪獣 パゴス
- 騒音怪獣 ノイズラー
- フィオ
- 古代地底獣 オカグビラ
- 機械巨像 ギヴァス
- 宇宙獣 ザディーメ
- 暗黒宇宙戦士 スイード
  - 暗黒宇宙戦士 スイード（星人態）
- オイル怪獣 タッコング
- 宇宙怪獣 エレキング
- 有翼怪獣 チャンドラー
- 宇宙大怪獣 ベムスター
- 冥府闇将軍獣 ヘルナラク
- 宇宙侍 ザンギル
- 幻視怪獣 モグージョン
- 甲虫怪獣 タガヌラー
- 深海怪獣 ゲードス
- 宇宙甲殻怪獣 バザンガ
- 23式特殊戦術機甲獣 アースガロン
- 古代怪獣 ゴメス（SP）
- 宇宙生命体 スペッキオ
- 夢咲き鳥怪獣 ベビーザンドリアス（ドリちゃん）
  - 夢咲き鳥怪獣 ザンドリアス（ドリちゃん）
  - 最強合体獣 キングオブモンス
- 楽園夢想人 白い仮面の男
- 楽園夢想遺構 柱
- 宇宙獣 トリゲロス
- ビオルノ
- 夢幻獣 ギルバグ
- 暗黒宇宙卿 ゼ・ズー

### ウルトラマンアーク THE MOVIE 超次元大決戦!光と闇のアーク
- 宇宙賢者 ディグル星人サスカル
- 犬狼怪獣 ドグルフ / ムーゴン
- 鎧甲殻獣 シャゴン
- 宇宙寄生植物 ガチュラ
  - ガチュラ（寄生リン）
- 宇宙獣 ゼロゲロス
- 邪悪怪人 レポ星人
  - 邪悪怪獣 レポディオス
- 闇戦士 ギルアーク
  - 闇戦士 ギルアーク ギャラクシーアーマー

## ウルトラマンオメガ
- 宇宙甲獣 ヴァグセクト
- 熱線怪獣 グライム
- 水棲毒獣 ドグリド
- 無重力怪獣 ベグノス
- メテオカイジュウ レキネス
- 刃爪怪獣 テリジラス
- 伝説蛇獣 オオヘビヌシノミコト
- 猛突怪獣 ゲドラゴ
- 古代怪獣 ゴモラ
- メテオカイジュウ トライガロン

## ウルトラギャラクシーファイト

### ウルトラギャラクシーファイト ニュージェネレーションヒーローズ
- ウルトラダークキラー
- ウルトラマンエックスダークネス
- ウルトラマンジードダークネス
- ウルトラマンオーブダークネス
- ウルトラマンゼロダークネス
- ダークルギエル
- 超時空魔神 エタルガー
- 海底原人 ラゴン
- 冷凍怪獣 ペギラ
- レッドキング（初代）
- レッドキング（二代目）
- 青い巨人（ウルトラマントレギア）

### ウルトラギャラクシーファイト 大いなる陰謀
- 究極生命体 アブソリュートタルタロス
- 最凶獣 ヘルベロス
- 高速宇宙人 スラン星人
- コスモイーター ルーゴサイト
- 亡霊魔導士 レイバトス
- 吸血怪獣 ギマイラ
- 邪悪大魔王獣 ゴーデスマガオロチ
- シーサー
- 暗黒宇宙大皇帝 エンペラ星人（回想シーン）
- 反重力宇宙人 ゴドラ星人
- 三面怪人 ダダ
- 暗殺宇宙人 ナックル星人
- 暗黒星人 ババルウ星人
- 悪夢魔獣 ナイトファング
- ジュダ
  - 幻影宇宙帝王 ジュダ・スペクター
- モルド
  - 幻影宇宙大王 モルド・スペクター
- 触角宇宙人 バット星人
- だだっ子怪獣 ザンドリアス
- 騒音怪獣 ノイズラー
- 宇宙恐魔人 ゼット
- 宇宙恐竜 ゼットン
- EXゼットン
- 宇宙恐竜 ゼットン・ファルクス
- 宇宙恐竜 ハイパーゼットン

### ウルトラギャラクシーファイト 運命の衝突
- 究極生命体 アブソリュートタルタロス
- 究極生命体 アブソリュートディアボロ
- 究極生命体 アブソリュートティターン
- 友好巨鳥 リドリアス
- 触角宇宙人 バット星人
- 亡霊魔導士 レイバトス
- 幻影宇宙女王 ギナ・スペクター
- 宇宙大怪獣 ベムスター
- 帝国猟兵 ダークロプス
- 帝国機兵 レギオノイド（α・β）
- 油獣 ペスター
- 幻影合身大魔帝 グア・スペクター
- ウルトラウーマングリージョダークネス
- ファイティングベム メカバルタン
- サイバーメカバルタン
- 特空機4号 ウルトロイドゼロ
- カプセル怪獣 ミクラス
- カプセル怪獣 ウインダム
- カプセル怪獣 アギラ

#### ウルトラマンレグロス
- マスターアルーデ
- インストラクターフォロス
- トゥバーン
- アルピオ
- ファルード
- スピカ
- 猛禽怪獣 グエバッサー
- マグマ侵略軍提督ヴォルカン
- マグマ地獄兄妹ユラブ
- マグマ地獄兄妹ラバ
- サーベル暴君 マグマ星人
- 殺し屋超獣 バラバ
- 究極生命体 アブソリュートタルタロス
- 究極生命体 アブソリュートディアボロ
  - ディアス

#### ウルトラマンレグロス ファーストミッション
- 凶悪宇宙人 ザラブ星人
  - にせウルトラマン
- 亡霊魔導士 レイバトス
- 用心棒怪獣 ブラックキング
- 凍結怪獣 ガンダー
- 再生怪獣 ギエロン星獣
- 宇宙細菌 ダリー
- 宇宙戦闘ロボット ウルトラマンシャドー
- 究極生命体 レイブラッド星人

## ウルトラマン列伝 / 新ウルトラマン列伝
新撮シーン、新作エピソードに登場したもののみ。
- 子供の超科学星人 タイニーバルタン
- ウルトラマンベリアル
- メフィラス星人・魔導のスライ
- テンペラー星人・極悪のヴィラニアス
- デスレ星雲人・炎上のデスローグ
- グローザ星系人・氷結のグロッケン
- 電波怪獣 ビーコン
- 暴君怪獣 タイラント
- 友好珍獣 ピグモン
- ヒッポリト星人・地獄のジャタール
- 宇宙海人 バルキー星人（SD）
- 異次元宇宙人 イカルス星人（SD）
- 宇宙怪獣 エレキング（SD）
- カオスウルトラマン
- カオスロイドU
- カオスロイドT
- 暗殺宇宙人 ナックル星人グレイ（SD）
- ワームホール（SD）
- 健啖宇宙人 ファントン星人グルマン

## ウルトラマン ニュージェネレーションクロニクル
新撮シーン、新作エピソードに登場したもののみ。
- 快獣 ブースカ
- ペガッサ星人ペガ
- 奇獣 ガンQ
- ウルトラマントレギア
- ペガッサ星人ベガ（名前のみ）

## ウルトラマンクロニクル ZERO&GEED
新撮シーン、新作エピソードに登場したもののみ。
- ペガッサ星人ペガ
- ペガッサ星人ベガ
- グローザ星系人
- セミ人間セミヤ
- セミ人間セミカ
- メフィラス星人
- ジャグラス ジャグラー

## ウルトラマン クロニクルD
新撮シーン、新作エピソードに登場したもののみ。
- メトロン星人マルゥル
- マスコット小怪獣 デバン
- 迷子珍獣 ハネジロー
- 小珍獣 モコ
- ペガッサ星人ペガ

## ウルトラマン ニュージェネレーション スターズ
新撮シーン、新作エピソードに登場したもののみ。
- エディオム
- マウンテンカリバーII-V
- 謎の球体

## 帯番組

### ウルトラファイト
新撮編登場分のみ。
- エレキング
- イカルス
- ウー
- バルタン
- キーラー
- テレスドン
- ガッツ
- ゴドラ
- ケロニヤ
- シーボーズ
- ゴーロン
- アギラ
- ゴモラ

### アンドロメロス
- グア
- ジュダ
- ギナ
- モルド
- グア兵
- マグマ星人三人衆
- ファイティングベム ダクミラン
- ファイティングベム バゼリア
- ファイティングベム シズルン
- ファイティングベム メカバルタン
- ファイティングベム ザビデン
- ファイティングベム エドラス
- エープ星人エルパ
- 怪獣戦艦 ギエロニア
- 怪獣戦艦 ベムズン
- 怪獣戦艦 キングジョーグ

### ウルトラマンボーイのウルころ
新撮編登場分のみ。
- 凶悪宇宙人 ザラブ星人
- 宇宙恐竜 ゼットン
- 集団宇宙人 フック星人
- 誘拐宇宙人 レイビーク星人
- 炎魔戦士 キリエロイド（人形）
- 宇宙忍者 バルタン星人
- サーベル暴君 マグマ星人
- 霊体ウルトラマンアグル
- 冷凍怪獣 ギガス
- 幽霊怪人 ゴース星人
- 巨大異形獣 サタンビゾー
- 怪異宇宙人 ケットル星人
- ブラックホール怪獣 ブラキウム
- 金属生命体 アルギュロス
- ニセウルトラマン80
- ニセゾフィー

## バラエティ

### ウルトラゾーン

#### コントパート
- 不良怪獣 ゼットン
- どくろ怪獣 レッドキング
- 岩石怪獣 サドラ
- 極悪宇宙人 テンペラー星人
- 宇宙大怪獣 ベムスター
- 硫酸怪獣 ホー
- 宇宙怪獣 エレキング
- 地底怪獣 テレスドン
- 地底怪獣 グドン
- 凶悪宇宙人 ザラブ星人
- 海獣 キングゲスラ
- 奇獣 ガンQ
- 策謀宇宙人 デスレム
- サーベル暴君 マグマ星人
- 暗黒星人 ババルウ星人
- 分身宇宙人 ガッツ星人
- 宇宙海人 バルキー星人
- 変身怪人 ピット星人
- 幻覚宇宙人 メトロン星人

#### ドラマパート
- 凶悪宇宙人 ザラブ星人
- 三面怪人 ダダ
- 怪奇植物 スフラン
- どくろ怪獣 レッドキング
- 火山怪鳥 バードン
- 友好珍獣 ピグモン
- アースロポッドタイプビースト・バンピーラ
- 硫酸怪獣 ホー
- 満月超獣 ルナチクス
- 地底怪獣 テレスドン
- 豪力怪獣 アロン（名前、鳴き声のみ）
- 宇宙怪獣 エレキング
- 分身宇宙人 ガッツ星人
- 変身怪人 ピット星人
- 地底人
- もぐら怪獣 モングラー（名前、鳴き声のみ）
- 冷凍怪獣 ペギラ（名前、鳴き声のみ）
- ジラースに似ているが襟巻きのない怪獣（名前のみ）
- 悪質宇宙人 メフィラス星人
- 巨大総理大臣
- 宇宙ロボット キングジョー
- 宇宙怪獣 ベムラー

#### ウルトラゾーンチャンネル
- 誘拐怪人 ケムール人
- 海底原人 ラゴン
- 人工生命 M1号

### ウルトラ怪獣散歩
- 悪質宇宙人 メフィラス星人
- 凶悪宇宙人 ザラブ星人
- 三面怪人 ダダ
- 幻覚宇宙人 メトロン星人
- 誘拐怪人 ケムール人
- 棲星怪獣 ジャミラ
- 海底原人 ラゴン
- 集団宇宙人 フック星人
- なまけ怪獣 ヤメタランス
- 分身宇宙人 ガッツ星人
- 異次元宇宙人 イカルス星人
- 変身怪人 ピット星人
- うす怪獣 モチロン
- 変身怪人 ゼットン星人
- 異次元超人 巨大ヤプール
- 高原竜 ヒドラ
- 電磁波怪人 メシエ星雲人
- 人工生命 M1号
- 宇宙超人 スチール星人
- 暗殺宇宙人 ナックル星人
- 異次元超人 エースキラー
- 暗黒星人 シャプレー星人
- 反重力宇宙人 ゴドラ星人
- 鬼怪獣 オニオン
- 宇宙恐竜 ゼットン
- 幽霊怪人 ゴース星人
- 宇宙帝王 バド星人
- 暗黒星人 ババルウ星人
- 雪女怪獣 スノーゴン
- 策略星人 ベダン星人
- 怪異宇宙人 ケットル星人
- サイケ宇宙人 ペロリンガ星人
- 地球原人 ノンマルト
- コイン怪獣 カネゴン
- 宇宙海人 バルキー星人
- 宇宙ゲリラ シャドー星人
- 変身怪人 ゼラン星人
- 暗黒宇宙大皇帝 エンペラ星人
- 宇宙忍者 バルタン星人
- 古代怪獣 ゴモラ
- どくろ怪獣 レッドキング
- 宇宙怪獣 エレキング
- カプセル怪獣 ウインダム
- 宇宙ロボット キングジョー
- 宇宙狩人 クール星人

### 田口清隆監督完全監修「キミにも怪獣映画が撮れる!!」、「ウルトラマンX超全集」連動企画
- ザブトンギラス
- キングジョン2

## 映画

### ウルトラ6兄弟VS怪獣軍団
- 古代怪獣 ゴモラ
- 暴君怪獣 タイラント
- 泥棒怪獣 ドロボン
- 宇宙大怪獣 アストロモンス
- 妖怪怪獣 ダストパン
- サワハ
- 太陽の精
- サンユラニトリチャワーの花

### ウルトラマン怪獣大決戦
※新撮登場分のみ
- 宇宙忍者 バルタン星人
- は虫怪獣 ベドラン

### ウルトラマンZOFFY ウルトラの戦士VS大怪獣軍団
新撮登場分のみ。
- 謎の円盤

### ウルトラマン物語
新撮登場分のみ。
- 宇宙の帝王 ジュダ
- 超合体怪獣 グランドキング
- 小型怪獣 ドックン

### ウルトラQ ザ・ムービー 星の伝説
- 古代神獣 薙羅（ナギラ）
- ワダツジン

### 新世紀ウルトラマン伝説
新撮登場分のみ。
- 暗黒妖鬼 天空魔

### 新世紀2003ウルトラマン伝説 THE KING'S JUBILEE
- バルタン・ビッグツイスター
- ピット・フラッシュ
- イザク・ワイルドスタイル
- マグマ・フリーズX
- ダダ・セクシー
- レディベン・ヒプノティック
- ゴドラ・ポッピング
- ボンバーヘッド・ガンQ
- デバン・フロアークラウン
- カオス・グランドマスター
- B-G-RLディベン・ドーター
- コイン怪獣 カネゴン
- 誘拐怪人 ケムール人
- 宇宙怪獣 ベムラー
- 宇宙忍者 バルタン星人
- 脳波怪獣 ギャンゴ
- 宇宙忍者 バルタン星人（2代目）
- 凶悪宇宙人 ザラブ星人
- 棲星怪獣 ジャミラ
- 深海怪獣 グビラ
- 彗星怪獣 ドラコ
- 冷凍怪獣 ギガス
- 三面怪人 ダダ
- 悪質宇宙人 メフィラス星人
- 亡霊怪獣 シーボーズ
- 宇宙恐竜 ゼットン
- カプセル怪獣 ミクラス
- カプセル怪獣 ウインダム
- 宇宙怪獣 エレキング
- 変身怪人 ピット星人
- 反重力宇宙人 ゴドラ星人
- 放浪宇宙人 ペガッサ星人
- 幻覚宇宙人 メトロン星人
- 異次元宇宙人 イカルス星人
- 宇宙スパイ プロテ星人
- 集団宇宙人 フック星人
- 幽霊怪人 ゴース星人
- 地底怪獣 グドン
- 岩石怪獣 サドラ
- 雪女怪獣 スノーゴン
- 宇宙昆虫 サタンビートル
- サーベル暴君 マグマ星人
- ファイティングベム メカバルタン
- 快獣 ブースカ
- 宇宙快獣 チャメゴン
- 慢性ガス過多症宇宙人 ベンゼン星人
- 妖艶宇宙女王 レディベンゼン星人
- Zカプセル光獣 ミラクロン
- 剛力戦士 ダーラム
- 俊敏戦士 ヒュドラ
- 愛憎戦士 カミーラ
- 猛毒宇宙人 ザゴン星人
- 宇宙忍者 バルタン星人（ベーシカルバージョン）
- ネオバルタン
- チャイルドバルタン
- 童心妖怪 ヤマワラワ
- 伝説悪鬼 マハゲノム
- 浄化宇宙人 キュリア星人
- 甲殻怪獣 アルケラ
- 河童 かわのじ
- パートナー怪獣 ザゲル
- 共生宇宙生命体 ギラッガス
- 対カオスヘッダー殲滅兵器 ヘルズキング改

### 大決戦!超ウルトラ8兄弟
- 地獄星人 スーパーヒッポリト星人
- 海獣 キングゲスラ
- 双頭怪獣 キングパンドン
- 剛力怪獣 キングシルバゴン
- 超力怪獣 キングゴルドラス
- 究極合体怪獣 ギガキマイラ
- 邪心王 黒い影法師
  - 巨大暗黒卿 巨大影法師
- 迷子珍獣 ハネジロー

### シン・ウルトラマン
- 巨大不明生物 ゴメス
- 巨大不明生物第2号 マンモスフラワー
- 巨大不明生物第3号 ペギラ
- 飛翔禍威獣 ラルゲユウス
- 溶解禍威獣 カイゲル
- 放射性物質捕食禍威獣 パゴス
- 透明禍威獣 ネロンガ
- 地底禍威獣 ガボラ
- 外星人 ザラブ
  - にせウルトラマン
- 外星人第0号 メフィラス
- 天体制圧用最終兵器 ゼットン

## オリジナルビデオ

### ウルトラスーパーファイト
- 宇宙忍者 バルタン星人
- 宇宙大怪獣 アストロモンス
- 宇宙怪獣 エレキング
- 宇宙大怪獣 ベムスター
- 反重力宇宙人 ゴドラ星人
- 妄想ウルトラセブン
- 誘拐怪人 ケムール人
- 幻覚宇宙人 メトロン星人
- 放浪宇宙人 ペガッサ星人
- 双頭怪獣 パンドン
- 伝説怪獣 ウー
- 宇宙恐竜 ゼットン

### ウルトラマンVS仮面ライダー
- 古代怪獣 ガドラス
  - 合体巨大怪人獣 サソリガドラス
- ショッカー怪人 毒サソリ男

### ウルトラマンヒットソングヒストリー ニューヒーロー編
- 異次元超人 巨大ヤプール

### ウルトラマンヒットソングヒストリー ニュージェネレーション編
- 超時空魔神 エタルガー

## ドラマ

### ウルトラマンになりたかった男
- ボスゴン
- ゴッドキング

### 私が愛したウルトラセブン
- 幽鬼宇宙人 トーク星人
- 幽鬼兵 甲冑人間

### 怪獣倶楽部〜空想特撮青春記〜
- 幻覚宇宙人 メトロン星人
- 分身宇宙人 ガッツ星人
- 宇宙恐竜 ゼットン
- 幽霊怪人 ゴース星人
- 宇宙忍者 バルタン星人

## プラネタリウム上映作品

### ウルトラマン（プラネタリウム特別編）
- 宇宙忍者 バルタン星人
- ブラックホール怪獣 ブラキウム

### ウルトラマンティガ〜光の子供たちへ〜
- 宇宙ごみ怪獣 デブリタウロス
- 宇宙ごみ怪獣 デブリファルド

## ネット動画

### ウルトラカンタン年賀状
- 手書き怪獣 パソコンオンチ
- イラスト怪獣 ソザイナイダー
- 宛名怪獣 ジヘタキング
- 写真怪獣 ツカエマセン
- 乗り換え怪獣 メンドイヤー

### ULTRAMAN n/a
- 変身怪獣 ザラガス

### ウルトラマン -シンガポールの新たな力-
- レッドキング
- ネロンガ
- グビラ
- マーライガー
  - スーツは『劇場版 ウルトラマンジード つなぐぜ! 願い!!』に登場したグクルシーサーの改造[10]。

## ラジオドラマ

### ウルトラQ倶楽部
- 隕石怪獣 ガラモン
- 岩石怪獣 ゴルゴス
- 火星怪獣 ナメゴン
- 大怪獣 ウカミ
- キジムナー
- アクマ
- 天使
- 誘拐怪人 ケムール人
- ひとめぼれ怪獣 ヒメ
- 暴君怪獣 ステーキング
- 原始象怪獣 キバマンモス
- 水棲怪獣 タマラン
- 海怪獣 タコヤング
- 毒蛇怪獣 ハブギラス
- モンスター星人
- 巨鳥 ユピカ
- カゲムシャン
- ペガサス
- ピン太
- 雪達磨
- 人魚
- 巨大浮遊物体（名称不明）

## 絵物語

### ウルトラマン マグネット作戦
- 鋼鉄怪獣 アイアン

## 雑誌

### ウルトラ兄弟物語アンドロメロス・ウルトラ超伝説アンドロメロス
- 再生エースキラー（漫画版では改造エースキラー）
- 宇宙恐竜 ゼットン
- 昆虫怪獣 グワガンダ
  - 合体ゼットン
- 宇宙忍者 バルタン星人（五・六代目タイプ）（漫画版では初代タイプ）
- ベムスターロボ（漫画版のみ登場）
- マグマ星人三人衆
- ジュダ（影武者）
- 改造ゴラ
- 改造ナックル星人（漫画版では1号、2号が登場）
- 改造ブラックキング
- 強化改造キングジョー
- 改造バルタン星人（メカバルタン）
- 古代怪獣 ゴモラ
- ジュダ
- 怪獣戦艦 ギエロニア
- ギエラ兵
- 怪獣戦艦 ペストリア
- ペスダ兵
- エープ星人エルパ
- 改造エープ星人
- 怪獣戦艦 ベムズン
- 新造ギエロニア
- ギナ
- 怪獣戦艦 キングジョーグ
- 新型ベムズン
- ギエロニア3号機
- モルド
- グア

### ウルトラマンノア バトルオブドリームNOA
- ダークザギ
- 宇宙忍者 バルタン星人
- 異次元超人 巨大ヤプール

テレビマガジン版のみ登場
- 古代怪獣 ゴメス
- 宇宙怪獣 エレキング
- 岩石怪獣 サドラ
- 宇宙昆虫 ノコギリン
- 友好珍獣 ピグモン
- 脳波怪獣 ギャンゴ
- 鬼怪獣 オニオン
- 凶悪宇宙人 ザラブ星人
- 三面怪人 ダダ
- 放浪宇宙人 ペガッサ星人
- 幽霊怪人 ゴース星人
- サーベル暴君 マグマ星人
- 有翼怪獣 チャンドラー
- 地底怪獣 テレスドン
- 古代怪獣 キングザウルス三世
- 雪女怪獣 スノーゴン
- なまけ怪獣 ヤメタランス
- 彗星怪獣 ドラコ
- 宇宙怪獣 ベムラー
- 冷凍怪獣 ギガス
- 古代怪獣 ゴモラ
- 宇宙恐竜 ゼットン

てれびくん版のみ登場
- バルタン
- 宇宙忍者 バルタン星人（5代目）
- 宇宙忍者 バルタン星人（6代目）
- ファイティングベム メカバルタン
- ミサイル超獣 ベロクロン
- 一角超獣 バキシム
- 蛾超獣 ドラゴリー

### ウルトラマンメビウス外伝 超銀河大戦
- 暗黒四天王先代邪将・高次元捕食王 アークボガール
- 岩力破壊参謀 ジオルゴン（てれびくん版のみ）
- 知略遊撃宇宙人 エンディール星人（テレビマガジン版のみ）

てれびくん版『戦え!ウルトラ兄弟』に登場
- 宇宙ロボット キングジョー
- 宇宙ロボット キングジョーブラック（単行本書き下ろしページのみ）
- 幽霊怪人 ゴース星人
- 双頭怪獣 パンドン
- 泥棒怪獣 ドロボン
- カプセル怪獣 ウインダム
- ニセウインダム
- オーロラ怪人 カナン星人
- 地獄星人 ヒッポリト星人
- 冷凍怪獣 マーゴドン
- 宇宙怪人 カーン星人
- 変身怪人 アトランタ星人
- 異次元宇宙人 イカルス星人
- 頭脳星人 チブル星人
- 豪力怪獣 アロン
- 兄怪獣 ガロン
- 核怪獣 ギラドラス
- 宇宙昆虫 ノコギリン
- スペースジョーズ ザキラ
- 宇宙大怪獣 アストロモンス
- 残酷怪獣 ガモス
- 宇宙凶剣怪獣 ケルビム
- 光熱怪獣 キーラ
- おとり怪獣 プルーマ
- 彗星怪獣 ドラコ
- 不死身怪獣 リンドン
- 月怪獣 ペテロ
- 岩石怪獣 サドラ
- 一角超獣 バキシム
- マケット怪獣 リムエレキング

テレビマガジン版『ウルトラ兄弟宇宙大決戦』、『決戦!ウルトラ兄弟VS大怪獣』に登場
- 放浪宇宙人 ペガッサ星人
- サーベル暴君 マグマ星人
- 暗黒星人 ババルウ星人
- 宇宙三面魔像 ジャシュライン
- 異次元超人 巨大ヤプール
- 宇宙ロボット スーパーキングジョー
- どくろ怪獣 レッドキング
- 凶暴怪獣 アーストロン
- 一角超獣 バキシム
- 再生怪獣 サラマンドラ
- 宇宙ロボット キングジョーブラック
- 究極巨大超獣 Uキラーザウルス・ネオ
- 凶悪宇宙人 ザラブ星人
- 分身宇宙人 ガッツ星人
- 暗殺宇宙人 ナックル星人
- 極悪宇宙人 テンペラー星人
- 悪質宇宙人 メフィラス星人
- EXゴモラ
- 異次元宇宙人 イカルス星人
- 宇宙怪獣 エレキング
- 再生怪獣 ギエロン星獣
- 戦車怪獣 恐竜戦車
- 双頭怪獣 改造パンドン

プレイムービーシリーズ DXウルトラコクピット専用DVD『ウルトラマンメビウス外伝 超銀河大戦』に登場
- 宇宙怪獣 エレキング
- 高次元捕食獣 レッサーボガール
- 宇宙鳥人 アイロス星人
- 高次元捕食体 ボガールモンス
- 双子怪獣 ブラックギラス
- 双子怪獣 レッドギラス
- サーベル暴君 マグマ星人
- 無双鉄神 インペライザー
- 分身宇宙人 ガッツ星人
- 暗黒四天王豪将・冷凍星人 グローザム
- 忍者超獣 ガマス
- 宇宙斬鉄怪獣 ディノゾール
- 宇宙斬鉄怪獣 ディノゾールリバース
- 竜巻怪獣 シーゴラス
- 津波怪獣 シーモンス
- 火山怪鳥 バードン
- 岩石怪獣 サドラ
- 凶暴怪獣 アーストロン
- 宇宙有翼怪獣 アリゲラ

コロコロイチバン!版『巨大要塞を撃破せよ!』に登場
- 無双鉄神 インペライザー
  - インペライザーの擬態怪獣たち
- 悪質宇宙人 メフィラス星人（4代目）

### ウルトラマンメビウス外伝 アーマードダークネス
- 暗黒魔鎧装 アーマードダークネス
- 宇宙鳥獣 ガロウラー（てれびくん版のみ）
- 宇宙苦無獣 ザラボン（テレビマガジン版のみ）

てれびくん版に登場
- 宇宙超人 スチール星人（アーマードダークネス装着）
- 分身宇宙人 フリップ星人（アーマードダークネス装着）
- 電磁波怪人 メシエ星雲人（使節団）
- 雪男星人 バルダック星人（アーマードダークネス装着）
- 奇怪宇宙人 ツルク星人（アーマードダークネス装着）
- ジャッカル軍団員
- ジャッカル軍団長
- メガトン怪獣 スカイドン
- 猛毒怪獣 ガブラ
- 戦車怪獣 恐竜戦車
- 古代怪獣 キングザウルスIII世
- 雪女怪獣 スノーゴン
- さそり怪獣 アンタレス
- 宇宙大魔王 ジャッカル（正体はジャッカル四天王の生き残り）
  - 宇宙恐竜 ゼットン（ジャッカルの変身）
  - 火山怪鳥 バードン（ジャッカルの変身）
  - 異次元超人 エースキラー（ジャッカルの変身）

テレビマガジン版に登場
- 放浪宇宙人 ペガッサ星人
- サーベル暴君 マグマ星人
- 宇宙スパイ プロテ星人
- 宇宙超人 スチール星人
- 宇宙悪霊 アクマニヤ星人
- 暗黒星人 ババルウ星人
- 凶悪宇宙人 ザラブ星人
  - にせウルトラマン
- 知略遊撃宇宙人 エンディール星人
- 分身宇宙人 ガッツ星人

### ウルトラマンメビウス外伝 ゴーストリバース
- 暗黒機靭 メカザム
- 要塞ロボット ビームミサイルキング（てれびくん版のみ）
- 生体破壊メカ クラッシュライザー（テレビマガジン版のみ）

てれびくん版に登場
- 磁力怪獣 アントラー
- 地底怪獣 グドン
- 蝉怪獣 キングゼミラ
- 吸血怪獣 ギマイラ
- どくろ怪獣 レッドキング
- 無双鉄神 インペライザー
- 暗黒四天王邪将・異次元超人 巨大ヤプール
  - 異次元超人 カブトザキラー（巨大ヤプールが化身）
- 暗黒四天王謀将・策謀宇宙人 デスレム
- 暗黒四天王豪将・冷凍星人 グローザム
- 暗黒四天王知将・悪質宇宙人 メフィラス星人
  - アーマードメフィラス
- さぼてん超獣 サボテンダー
- 殺し屋超獣 バラバ
- 夢幻超獣 ドリームギラス
- 友好珍獣 ピグモン
- 忍者超獣 ガマス
- 犀超獣 ザイゴン
- くの一超獣 ユニタング
- 一角紅蓮超獣 バキシマム

テレビマガジン版に登場
- 宇宙大怪獣 ベムスター
- 再生怪獣 ギエロン星獣
- 円盤生物 ノーバ
- 再生怪獣 サラマンドラ
- 無双鉄神 インペライザー
- 暗黒四天王邪将・異次元超人 巨大ヤプール
  - 異次元超人 メビウスキラー（巨大ヤプール憑依）
- 暗黒四天王謀将・策謀宇宙人 デスレム
- 暗黒四天王豪将・冷凍星人 グローザム
- 暗黒四天王知将・悪質宇宙人 メフィラス星人
  - アーマードメフィラス
- 円盤生物 ロベルガー
- 四次元ロボ獣 メカギラス
- 戦闘円盤 ロボフォー
- ミサイル超獣 ベロクロン
- 一角超獣 バキシム
- 蛾超獣 ドラゴリー
- 冷凍怪獣 ペギラ
- 凍結怪獣 ガンダー
- 雪女怪獣 スノーゴン
- EXゼットン

### ウルトラマンゼロ（DVD、雑誌）
- ダークロプスゼロ
  - テクターギアブラック

てれびくん版に登場
- 岩力破壊参謀 ジオルゴン
- 要塞ロボット ビームミサイルキング

テレビマガジン版に登場
- 生体破壊メカ クラッシュライザー

### ウルティメイトフォースゼロ アナザースペースアドベンチャー
- 異次元超人 巨大ヤプール
  - 銀河皇帝 カイザーベリアル（巨大ヤプールが変身した怨念体）

てれびくん版に登場
- 帝国機兵 レギオノイド（α）（幻影）
- ダークロプスゼロ（幻影）
- メカロボット怪獣 メカゴモラ（幻影）
- ミサイル超獣 ベロクロン
- 古代超獣 カメレキング
- さぼてん超獣 サボテンダー
- 怪魚超獣 ガラン
- 犀超獣 ザイゴン
- 殺し屋超獣 バラバ
- 大蟹超獣 キングクラブ
- 大鳩超獣 ブラックピジョン
- 河童超獣 キングカッパー
- 大蝉超獣 ゼミストラー
- 一角紅蓮超獣 バキシマム
- 異次元超人 カブトザキラー
- EXタイラント
- 究極超獣 ゼロキラーザウルス

テレビマガジン版に登場
- 帝国機兵 レギオノイド（α、β）（幻影）
- 帝国猟兵 ダークロプス（幻影）
- ミサイル超獣 ベロクロン
- 一角超獣 バキシム
- 蛾超獣 ドラゴリー
- 究極超獣 Uキラーザウルス
  - 究極巨大超獣 Uキラーザウルス・ネオ

### ウルトラマンゼロ&オールスターウルトラマン 超絶!!ウルトラリーグ
- 邪悪なる暗黒破壊神 ダークザギ
- 暗黒宇宙大皇帝 エンペラ星人
- 究極生命体 レイブラッド星人
- カオスヘッダー
  - カオスウルトラマンカラミティ
  - カオスダークネス
  - カオスヘッダー0

てれびくん版のみ登場
- 宇宙怪獣 ベムラー
- 幻覚宇宙人 メトロン星人
- 磁力怪獣 アントラー
- 地底怪獣 テレスドン
- 宇宙恐竜 ゼットン
- 宇宙大怪獣 アーストロン
- 火山怪鳥 バードン
- 暴君怪獣 タイラント
- 地獄星人 スーパーヒッポリト星人
- 奇獣 ガンQ
- 地底怪獣 グドン
- フィンディッシュタイプビースト ノスフェル
- アースロポッドタイプビースト バンピーラ
- ブルームタイプビースト ラフレイア
- 土塊怪獣 アングロス
- 高次元捕食体 ボガールモンス
- 変幻怪獣 キングマイマイ
- 燐光怪獣 グラナダス
- ムチ腕怪獣 ズラスイマー
- 宇宙斬鉄怪獣 ディノゾールリバース

テレビマガジン版のみ登場
- 炎魔戦士 キリエロイド
- 超合成獣人 ゼルガノイド
- 金属生命体 アパテー
- 超力怪獣 キングゴルドラス
- 超合成獣 ネオダランビア
- 破滅魔虫 カイザードビシ
- 凶悪宇宙人 ザラブ星人
- 幻覚宇宙人 メトロン星人
- 暗黒星人 ババルウ星人
- 暗黒四天王知将・アーマードメフィラス
- 暗黒四天王謀将・策謀宇宙人 デスレム
- 暗黒四天王豪将・冷凍星人 グローザム

### ウルトラマンサーガ ゼロ＆ウルトラ兄弟 飛び出す!ハイパーバトル!!
- 触角宇宙人 バット星人
- 宇宙恐竜 ゼットン
- 怪獣兵器 バードン

### ウルトラマン列伝 ギャラクシーバトルゼロ
- 高速宇宙人 スラン星人
- 高次元捕食体 ボガール
- 幻覚宇宙人 メトロン星人

### 怪獣パワーアップコンテスト
大怪獣バトルなど他媒体にも登場していない怪獣のみ
- ハイブリッド強化ベム アンドロ・ザ・キラーメカバルタン
- 宇宙超絶恐竜 ファイヤーゼットン

### ウルトラ怪獣擬人化計画
- ゴモラ
- メトロン星人
- ツインテール
- ガッツ星人
- レッドキング
- バキシム
- ゼットン
- ゼットン星人
- ベムスター
- 改造ベムスター
- バードン
- キングジョー
- ペガッサ星人
- マグマ星人
- ザンドリアス
- ウインダム
- ライブキング
- ビルガモ
- デバン
- ゴルザ
- キリエロイド
- ガタノゾーア
- ギランボ
- ガーディー
- メカギラス
- シーボーズ
- ノイズラー
- スカイドン
- ドドンゴ
- ピグモン
- ペギラ
- 異次元列車
- モットクレロン
- メフィラス星人
- ブルトン
- メフィラス星人（ニ代目）
- ローラン
- キングジョーII
- ダダ
- ノーバ
- エレキング
- クレージーゴン
- アギラ
- ミクラス
- ハネジロー
- レイキュバス
- モゲドン
- ガラオン
- ダイオリウス
- マリキュラ
- ジャミラ
- シルバーブルーメ
- ブラック指令
- ジャミラ
- ブリッツブロッツ
- カイザードビシ
- ルクーリオン
- サタンビゾー
- パズズ
- ミズノエノリュウ
- ヒッポリト星人
- ベムラー
- バリケーン
- マガバッサー
- マガジャッパ
- ブラックキング
- ナックル星人
- テンペラー星人
- コダラー
- シラリー
- パワードゼットン
- パワードバルタン
- エースキラー
- スフィンクス
- スカルゴモラ
- ケンドロス
- チブル星人
- ベロクロン
- ペガッサ星人ペガ
- シノビラー
- バギラ
- ウー
- マザーザンドリアス
- ゴドラ星人
- 恐竜戦車
- ガルタン大王
- ホー
- ガーゴルゴン
- メカゴモラ
- グールギラス[11]
- デバダダン
- ゴングリー
- バジャック
- ミニトータス
- セブンガー
- ユニバーラゲス
- デスフェイサー
- ジュダ

#### ウルトラ怪獣擬人化計画feat.POP
- ゴモラ
- メフィラス星人
- キングジョー
- バルタン星人
- アントラー
- ベムスター
- エレキング
- ツインテール
- サラマンドラ
- スノーゴン
- レッドキング
- ゼットン
- ヤプール人
- エースキラー
- バキシム
- ジェロニモン
- イカルス星人
- メトロン星人
- ゴドラ星人
- テンペラー星人
- ジャミラ
- ケムール人
- ピグモン

## 小説

### ウルトラマン VOL.1 ゴールドラッシュ作戦
- ジグリス
- ムンデラー
  - 合体怪獣

### ウルトラマン ジャイアント作戦
- ナポレオン
- 古代怪獣 モルゴ
- 鋼鉄巨人 G
- 宇宙忍者 バルタン星人

### ウルトラセブン VOL.1 狙われた星
- ペルミュンデ星人（名前のみ）
- ゴルトス
- ネオ・ゴルトス
- アルベリッヒ星人
  - アルベリッヒ星宇宙船

### ウルトラマンティガ 白狐の森
- 鬼
- 白狐
- 魔頭鬼十朗幻州

### 深淵を歩くもの
『ウルトラマンティガ』に関連する2話からのみ記載。
- キリエル人
- 邪神
- 内原戸哲夫

### ウルトラマンダイナ 平和の星 ジ・アザー
- 生物兵器 メノーファ
- 超悪質宇宙人 ナルチス星人

### ザ・ウルトラマンメビウス
- 宇宙恐竜 ゼットン
- 触角宇宙人 バット星人
- 円盤生物 シルバーブルーメ
- 目つぶし星人 カタン星人
- 円盤生物群（ブラックドーム、デモス、星人ブニョ、ロベルガーなど）

### ウルトラマンメビウス アンデレスホリゾント
小説オリジナル怪獣のみ記載する。
- 魔杖
- 機械龍 ナーガ
- 核怪獣 アルビノ・ギラドラス
- ユーゼアル
  - シャプレー・ビースト

### 守るための太刀
- 宇宙剣豪 ザムシャー
- 念動宇宙人 サイコキノ星人
- 健啖宇宙人 ファントン星人
- アテリア星人

### Another Genesis
- ブラスト
- ウルトラマンベリアル
- 磁力怪獣 アントラー
- 異次元の怪物
- 機人
  - アイアンロックス
  - キングジョー
  - ジャンボット
- 破壊の神＜ミラーマスター＞

### ウルトラマン妹
- 宇宙原生生命体 グランボン
- 擬態魔人 カンパネラ星人
- 暗黒機獣 ゴーシュドン
- 超科学星人 ポラノ星人
- 岩石怪鳥 ジョバンドン
- 高次元生命体 イーハトン星人

### 多々良島ふたたび ウルトラ怪獣アンソロジー
小説オリジナル怪獣のみ記載する。

#### マウンテンピーナッツ
- デットン（SD）
- ジャミラ（SD）
- ノスフェル（SD）
- 全身に様々な布を巻き付けクレヨンを塗りたくったような色の髪をした脂ぎった手足のSD（名称不明）
- 黄色い擦り切れた衣服を纏った痩せた肉体のSD（名称不明）

#### 影が来る
- 影

#### 変身障害
- サイゴードン星人
- サイゴードン星人のペット
- ユートムに似た巨大ロボ
- ネズミロボット
- 戦闘用マイクロボット

#### 怪獣ルクスビグラの足型を取った男
- 古代怪獣 ルクスビグラ

#### 痕の祀り
- 斉一顕現体
- 万状顕現体
  - 嚢腫体
- 妥蠡

### ウルトラマンデュアル
『ウルトラマンデュアル2』に登場するものについても記載。
- 袂を分かちて明日を望む者 ヴェンダリスタ星人キップ、ラト、メイス
- スタグレングス星人
- カードウ星人
- リトディ星人
- 善行を伝える賢者 ピグモン
- 虚栄の立脚獣 ペンタパス
- 大火まねく火気もたぬ火元 ジジジラフ
- 孤独をこよなく愛する者 コフバット
- 滅びるために生まれし者 ベビボン
- 弧月の鼓動 モグルマム
- 無二の氷像 コオルダー
- 六戒の処刑者 八つ樽
- 死して躍動する者 オンドール
- 痛みを蓄え立つ仕返しの鼓 スイドン
- ディリダ星人
- ハウイェ星人
- ユウキナ星人
- ヒガン星人
- グロリュー星人
- 泥濘海の波止
- たくさんの家
- 戦奴
- ツェーラ

### ウルトラマンF
- 巨人兵士
- レプリカジラース
- レプリカゴメス
- ビースト・ザ・ワン
- 棲星怪獣 ジャミラ
- 黒い悪魔 ダークメフィスト
- 赤き死の巨人 ダークファウスト
- 暗黒破壊神 ダークザギ
- 異次元超人 巨大ヤプール
- 究極超獣 Uキラーザウルス
- ゼットン星人 インペイシャント
- 完全生命体 イフ
- 宇宙恐竜 ハイパーゼットン

### ウルトラマンオーブ完全超全集

#### ウルトラマンオーブクロニクル‹年代記›
- ジャグラス ジャグラー
- ムルナウ
- ジグル博士
- 恐竜戦車
- ペスター
- タッコング
- ガマクジラ
- オルロック伯爵
- ガピヤ星人サデス
- マグマ怪獣 ゴラ
- ナックル星人ラモン兄弟
- ザルタナ星人
- ビランキ
- 脳波怪獣 ギャンゴ
- バルンガ
  - バルンガボム
- 大魔王獣 マガオロチ
  - マガ魂
- 闇ノ魔王獣 マガタノゾーア
- ミイラ怪獣 ドドンゴ
- ミイラ怪人
- キングザウルス二世
- 超コッヴ
- 光怪獣 プリズ魔
- 光ノ魔王獣 マガゼットン
- 3メートルの宇宙人
- 円盤生物 ハングラー
- 冷凍怪獣 ペギラ

### 小説 ティガ・ダイナ&ウルトラマンガイア 超時空のアドベンチャー
- シビトゾイガー
- スヒューム
- レイキュバス
- 宇宙魔人 チャリジャ
- 超古代怪獣 ガルラ
- スフィア合成獣 ネオジオモス
- 超空間波動怪獣 サイコメザード
- 精神寄生獣 カオスジラーク
- スペースビースト ノスフェル
- 宇宙凶獣 カイザーギラレス13世
  - デーモンギラレス14世

## アニメ

### ウピンとイピン
- MAKHLUK ASING KILAT
- RAKSASA HALILINTAR
- RAKSASA BAYANG

### PeepingLife×怪獣酒場 かいじゅうたちがいるところ
- バルタン店長
- グドン
- ツインテール
- ダダ
- ジャミラ
- ガラモン
- ケムール人
- ゴモラ
- カネゴン
- メトロン星人
- ガッツ星人
- ダダ
- ノーバ
- ギーゴン
- ゴドラ星人
- ロボット長官
- M1号

### 怪獣酒場 カンパーイ!
- バルタン店長
- カネゴン
- ダダ
- ガヴァドン
- レッドキング
- エレキング
- ザラブ星人
- キュラソ星人
- グドン
- モットクレロン
- ピグモン
- ピット星人
- キングジョー
- ナックル星人
- ヒッポリト星人
- メトロン星人
- ゴモラ
- ゼットン社長

### 怪獣娘 〜ウルトラ怪獣擬人化計画〜
- シャドウ
  - シャドウビースト
  - シャドウミスト
  - シャドウジェネラル

### Ultraman： Rising
- エミ
  - ジャイガントロン
  - メカジャイガントロン
- ベムラー
- ネロンガ

## 漫画
主に漫画オリジナル怪獣の他、テレビシリーズに登場したものの別個体や、後日談的エピソードに登場したものも記述する。

### ウルトラマン（一峰大二版）
- 深海人
- サイボーグ恐竜 タンギラー
- 軍艦怪獣 ヤマトン
- 怪獣用心棒 ゴルダー
- 吸水怪獣 ウェットン

### ウルトラマン（野原正光版）
- スカンクドン

### ウルトラマン（楳図かずお版）
- 巨大爬虫類
- 三面怪人 ダダ（二代目）

### ウルトラセブン（一峰大二版）
- b宇宙獣神 ゴード

### ウルトラセブン（居村眞二版）
- トーク星人
- 甲冑人間
- 大型宇宙船 ボギー
  - 小型宇宙船

### 帰ってきたウルトラマン（内山まもる版）
- 宇宙大怪獣 ベムスター（二体目）

### ウルトラマンA（松久壽仁版）
- 超獣 チルドラス
- 超獣 アドルフキング

### ウルトラマンタロウ（内山まもる版）
- インベーダー
- 極悪宇宙人 テンペラー星人（本隊）
- 熱怪獣 ファイアント
- ウルトラキング（メフィラス星人）

### ウルトラマンタロウ（石川賢版）
- 奇形獣 シロ
- アースメシア ゾブァー
- 鬼の像（宇宙人のロボット）
- 鬼型宇宙人
- ミュータントの赤ん坊

### ウルトラマンレオ（内山まもる版）
- ツルクライダー隊
- 暗黒星人 ババルウ星人（弟）
- ロボット ギリシャス
- ウルトラキラー ゴルゴ（地獄星人 ゴルゴ）
- 暗殺宇宙人 ナックル星人（シャドウマン）

### ザ・ウルトラマン
漫画オリジナル怪獣のみ。
- 宇宙大魔王 ジャッカル
- ジャッカル四天王
- ジャッカル軍団長
- ジャッカル軍団員
- パイレーツ星人
- キングパイレーツ
- ベーダー人
- ベーダー総統
- キングバルタン
- レッドバルタン
- ブルーバルタン
- アヌビス星人
- 生体コンピュータ
- 忍者暗殺星人 アサシン

### ウルトラ兄弟物語
漫画オリジナル怪獣のみ。
- 暗黒勢力の星人達
- ダーティベーム
- ウルトラマンジャック（ウルトラの父の兄。新ウルトラマンとは別人）
- ウルトラマンジュピター
- 新宇宙警備隊員
- モガス星人
- ジルキ星人
- ガルダ星人
- ピパ星人
- スペースサタンキング
- デビルプリンス
- サタン軍団員
- テロ・ハンター
- ジャッカー
- ファイティングジャック
- キングバルタン
- 宇宙正義軍参謀 ケンタウルス
- 宇宙正義軍メンバー
- W87星人（ウルトラの父以下、光の国のウルトラ戦士達と体色以外同じ姿のW87星人が複数登場）
- ダークゲルマー
- ダーク族
- スペースバンディッツ
- ボリス星人
- ジュダ・プリンス
- ボリス星大王
- ボルグ36人衆
- ジャイアント
- ウルトラマンシーザー
- ガルマ星人
- ダイカー
- コズマ
- 放浪惑星ソドム
  - 放浪惑星ソドムの宇宙人
- バード星人
- 超生命 ゴラム
- ウルトラ56部隊
  - レッドファイター

### 決戦!ウルトラ兄弟
漫画オリジナル怪獣のみ（改造怪獣なども含む）。
- シーカウ星人
- エマキラ
- ジプシー星人ダスペイン
- 惑星改造ロボット ターボファン
- グラウ星人
- サイボーグモンスター グロボーグ
- 宇宙忍者 バルタン星人（右腕改造）
- ゼットン三世
- ドグラ星人
- ジャック星人
- ニクロン

### ウルトラマン80（居村眞二版） / ウルトラマン80 宇宙大戦争
漫画オリジナル怪獣のみ。
- 四次元ロボ獣 メカギラス2号
- アメーバ怪獣
- 怪獣魔王
- 恐竜人
- 機動兵士 セミ人間
- バルタン星人総統

### ウルトラマン80（かたおか徹治版）
- レッド・ガルマ
- ブラック・ガルマ
- ヘテゴーラ
- 海の大魔獣 アマギラス
- 地底怪獣 ドロギラー
- ベータ星人 大王ゾルバ
- ベータ星人
- メカ怪獣 ゴードン
- ガルマ星大王 ゾルガー
- ガルマ星人
- ガルバ星人
- スピット星人
- グロー
- ザルザー星人
- サンダーアロー
- ミヌマ星人
- サタンキング
- 銀河帝国帝王 グレートザルザード
- 銀河七兄弟
  - 第一の戦士 オーディン
  - 第二の戦士 ブルダール
  - 第三の戦士 ゾンダ
    - 偽ウルトラマンモル

  - 第四の戦士 バーディアン
  - 第五の戦士
  - 第六の戦士
  - 第七の戦士 ザックス
- 銀河帝国超巨大母艦 ミルキー・ウェイ
- キングバルタンの兄
- バルタン軍団
- バルタン軍団の艦 ブルーザー
- セレナ星人

### ウルトラ戦士 銀河大戦争
漫画オリジナル怪獣のみ。
- 帝王バンドラ
- エースキラー戦隊
- 巨大ゼットン
- マグマ星人の王 ゴッドマグマ
- ツアー・メフィラス
- ザラブ星人の王 ザラブ・シーザー
- 宇宙戦車
- 魔人 ジュダ
- ナックル星人の王 ナックル大帝
- キングジョージャイアント

### ウルトラ超伝説
漫画オリジナル怪獣のみ。
- イド
- ギガン
- ボア
- アギラ

### アンドロメロス（かたおか徹治版）
- 宇宙の独裁者 ソドム
- アベル
- イメルダ
- ソドム帝国兵士

### ウルトラ怪獣大戦争
漫画オリジナル怪獣のみ（改造怪獣等も含む）。
- メカゾフィー
- 宇宙恐竜 ゼットン（メカ改造強化）
- 宇宙鳥人 アイロス星人（メカ改造強化）
- 冷凍怪獣 ガンダー（メカ改造強化）
- 双頭怪獣 パンドン（メカ改造強化）
- ダーク・ゴッド

### ファミコン・ウルトラマン
漫画オリジナル怪獣のみ（改造怪獣等も含む）。
- キングゼットン
- サイボーグゼットン

### COMIC'S★ウルトラ大全集

#### ウルトラマン VOL.1 封印解けし時
- 雷神怪獣 アスタロテ
- 鉄魔神 ヴァスヴァール
- ハスハラン

#### ウルトラセブン VOL.1 古都に燃ゆ
- 宇宙地竜 ガ・ドーラ
- ノウワーム星人

#### 帰ってきたウルトラマン VOL.1 復讐の宇宙戦線
- 宇宙大怪獣 ベムスターγ

#### ウルトラマンタロウ VOL.1 悲しみの妖精少女
- 幻強怪獣 フォルティシア
- 妖精少女 セーナ

### ウルトラ忍法帖
- 冥府羅州（メフィラス）烈風斎
- 沸苦（フック）
- 笹比羅（ササヒラー）
- 怪夢瑠（ケムール）十人衆
- 血風流（チブル）
- 羅混（ラゴン）
- 愚比羅（グビラ）
- 罵流丹（バルタン）
- 武留屯（ブルトン）
- 牙菩羅（ガボラ）
- 嫗（ウー）
- 罵恕（バド）
- 駕瑪鈍（ガヴァドン）
- 暗斗羅亜（アントラー）
- Z屯（ゼットン）
- 金諢（カネゴン）
- 牙津（ガッツ）
- 狂磁諢（クレージーゴン）
- 屁喝嵯（ペガッサ）
- 膿罵（ノーバ）
- ニセウルトラセブン
- 屁戯羅（ペギラ）
- 磨紅魔（マグマ）乱童
- 愚鈍（グドン）
- キングジョー
- 滅吐崙（メトロン）
- 屁酢多亜（ペスター）
- 餅崙（モチロン）
- ザンボラー
- ツインテール
- 舐諢（ナメゴン）
- 泡法螺巣（アボラス）
- 忘愚（ボーグ）
- 冥府羅州（メフィラス）キミヒロ
- 罵流丹（バルタン）Jr
- 屁喝嵯（ペガッサ）Jr
- 餅崙（モチロン）Jr
- 怪夢瑠（ケムール）Jr
- 怪獣マフィア ダダ
- 魔衆羅（マシュラ）
- 怪呂荷亜（ケロニア）
- タッコング
- ザラガス
- エースキラー
- 餅崙（モチロン）母
- ペギアボグドロンマシュボーグケロダダタッコペステール（ペギール）
- 堕痢ー（ダリー）
- 護恕羅（ゴドラ）
- 犯鈍（パンドン）
- 特大堕痢ー（ビッグダリー）
- 怒瑠州（イカルス）
- 暗血羅（アンチラ）
- 手呂利巣斗（テロリスト）
- 嫌太売須（ケンタウルス）
- 海底駕岩（カイテイガガン）
- 華難（カナン）
- 護喪羅（ゴモラ）
- 邪鬼姫
- 屁炉麟駕（ペロリンガ）
- 奇異羅（キーラ）
- 凱魯蘇（ガイロス）
- 嵬閭（ギロ）
- 號主（ゴース）
- 残爬（ザンパ）
- ユートム
- 恐竜戦車
- 蘇膿諢（スノーゴン）
- 蔑夢須多亜（ベムスター）
- 挫羅武（ザラブ）
- 零岌乱（レギュラン）
- 辺無羅亜（ベムラー）
- 護瑠挫（ゴルザ）
- 迦宇羅（カウラ）
- 琥陀羅亜（コダラー）
- 櫃保痢斗（ヒッポリト）
- 茶莉邪（チャリジャ）
- シャドー
- ジュラン
- 亜々巣戸崙(アーストロン)
- 豪須斗崙(ゴーストロン)
- 愚呂手須(グロテス)
- 虓魔王
- 氷鬼ザム
- 氷鬼デモス
- 炎鬼キリエロイド
- 雷鬼ジャミラ
- 呪鬼アブドラールス
- 耐乱斗（タイラント）
- 手屁戸（テペト）
- 嵬牙巣（ギガス）
- 禁具叭羅題（キングパラダイ）
- 二代目嫗（ウー）
- 玩陀亜（ガンダー）
- 沙菩天駝亜（サボテンダー）
- 紋愚羅亜（モングラー）
- 武理座亜度（ブリザード）
- 威琉恕（イルド）
- 武楽沙丹（ブラックサタン）
- 魅伊羅（ミイラ）人間
- 戀鬼

### ウルトラマン超闘士激伝

#### 漫画版
主に活躍したもの。
- メフィラス大魔王
- ゼットン
  - ハイパーゼットン
  - 闘士ゼットン
- 闘士バルタン星人
- 闘士ザラブ星人
- 闘士ケムール人
- 闘士ダダ
- PSY＝（サイ）バルタン
- 殺し屋ガッツブラザーズ
- 闘士レッドキング
- 闘士ゴモラ
- 闘士エレキング
- 闘士ベムスター
- 闘士バキシム
- バルタン星人Jr
- テンペラー星人
- エースキラー
  - エースキラーR
- ヤプール（ループ星人ヤンド、装鉄鋼装着、暴走態、真の姿）
- 怪僧マザロン
  - ハイパーマザロン
- Q
- アンチラ星人
- アプラサ
  - アプラサール
- バラバ
- スフィンクス
- ジャンボキング
- ブラックピジョン
- ヤプールコマンド
- タイラント
- アストロモンス
- ドロボン
- ダストパン
- P（パワード）バルタン星人
- P（ パワード）レッドキング
- ゴーデス/ウルトラマンG（ゴーデス）
- 邪生鋼戦士ギガルス（ゴラ）
- 邪生鋼戦士ゲルガン（ベムラー）
- 邪生鋼戦士デーガン（テロリスト星人）
- 邪生鋼戦士ブローガ（キングボックル）
- 邪生鋼戦士バランガ（ツルク星人）
- 天魔神 シラリー
- 海魔神 コダラー
- 究極魔神 シーダ
- ピッコロ
- 闘士ヤメタランス
- ササヒラー
- 闘士ザム星人
- 闘士ブラック司令
- 闘士バルキー星人
- 暗黒司祭ジェロニモン
- 皇帝宇宙人 エンペラ星人
- 闘士リフレクト星人

#### オリジナルビデオ版
- 彗星戦神 ツイフォン
  - スーパーツイフォン
- エースキラーS

### ウルトラマンSTORY 0
主に活躍したもの。
- ゼットン
- キングジョー（キングジョー祖体）
- ミクラス
- キングザウルス
- 改造光の戦士
- 改造怪獣
- バルタン星人
- ベムスター（改造）
- ウインダム
- ゴモラ
- レッドキング
- アントラー
- ザンボラー
- マグマ星人
- ギラス（グリーンギラス、イエローギラス、デスギラス）
- ミンティオス
- フリーザス
- 竜の戦士
- 究極怪獣
- 人造光の戦士

### ウルトラ出光人（ウェブコミック）
- 腐敗細菌 灰色カビキング
- ミクロ星人 ミゾルン
- 闇将軍 ダークール
- 吸水怪虫 デッザートン
- 食物星雲 ゼリーン

### 大怪獣バトル ウルトラモンスターズ戦記
- カゲマル
- ガラポン
- ボスゴモラ

### 大怪獣バトル ウルトラアドベンチャー
『大怪獣バトル』公式連動ストーリー。
- 古代怪獣 ゴモラ
- 友好珍獣 ピグモン
- 宇宙怪獣 ベムラー
- 超古代怪獣 ゴルザ
- 奇獣 ガンQ
- 岩石怪獣 サドラ
- メガトン怪獣 スカイドン
- 破壊獣 モンスアーガー
- 地底怪獣 テレスドン
- 汐吹き怪獣 ガマクジラ
- どくろ怪獣 レッドキング
- 超古代怪獣 ファイヤーゴルザ
- 超古代竜 メルバ
- 四次元怪獣 ブルトン
- 怪獣酋長 ジェロニモン
- 宇宙海獣 レイキュバス
- 宇宙戦闘獣 超コッヴ
- 古代怪獣 ツインテール
- 地底怪獣 グドン
- 宇宙ロボット キングジョー
- 策略星人 ペダン星人
- 宇宙昆虫 サタンビートル
- 地獄星人 ヒッポリト星人
- 異次元人 ヤプール
- 一角超獣 バキシム
- 宇宙ロボット キングジョーブラック
- 用心棒怪獣 ブラックキング
- 暗殺宇宙人 ナックル星人
- 異次元超人 エースキラー

### ULTRAMAN
- ゼットン星人エド
- レッド
- ベムラー
- エイダシク星人
- イガル星人ピグモン
- カッダー星人
- ブリス星人
- スクルーダ星人アダド
- ヤプール
- メフィスト大使

### 酩酊!怪獣酒場
- ケムール
- ゼットン
- ダダ
- ダークルギエル
- ナックル星人
- ザラブ星人
- レッドキング
- 月怪獣 ペテロ
- ジャミラ
- さすらいの料理怪獣 サドラ
- さすらいの料理怪獣 デットン
- ゴモラ
- ジェロニモン
- クール
- ラゴン
- うす怪獣 モチロン

### ウルトラジャーニー ツインテール少女とツインテールな僕
デザインモチーフとしての登場
- ツインテール(双舞ひなた、海老原太陽)
- キングジョー(JO-001、KINGシリーズ)
- ミクラス(ミク、牛、村人たち)
- ガラモン(ガラ子)
- エレキング(キングエレトカゲ)
- キングジョーブラック(ブラック)
- テレスドン(テレス)
- ラコ(ドラコ)
- ブースカ（ブウス子）
- アストロモンス(グリシーヌ)
- ダダ(ダダ兵)

怪獣としての登場
- ジェロニモン
- バードン
- ちゃめゴン
- ケロニア
- アストロモンス
- バクタリ
- プレッシャー
  - 黒い魔女 サバト
  - 白い魔女 パルゴ

## ライブステージ

### 史上最大の決戦 ヒーローフェスティバル'96
- デスナイト

### ウルトラマンスーパーステージ
- 皇帝デスバルタン
- 宇宙忍者 バルタン星人
- 幻覚宇宙人 メトロン星人
- 脳魂宇宙人 ザム星人
- 宇宙恐竜 ゼットン
- 宇宙ロボット キングジョー
- 宇宙大怪獣 ベムスター
- ドクターバルタン
- バルル
- バルルの母
- ペンテ
- モクロン
- 究極生命体 バルラ

### ウルトラマンライブステージ
- 悪質宇宙人 メフィラス星人
- 宇宙忍者 バルタン星人
- 幻覚宇宙人 メトロン星人
- 脳魂宇宙人 ザム星人
- 彗星怪獣 ドラコ
- 宇宙大怪獣 ベムスター
- 宇宙ロボット キングジョー
- 双頭怪獣 パンドン
- 宇宙恐竜 ゼットン
- 邪神獣 ゲスグロウ

### ウルトラマンライブステージ2 宇宙恐竜最強進化!
- 幽霊怪人 ゴース星人
- サーベル暴君 マグマ星人
- 悪質宇宙人 レギュラン星人
- 双頭怪獣 改造パンドン
- 暴君怪獣 タイラント
- 古代怪獣 ゴメス
- 超古代怪獣 ゴルザ（強化）
- 奇獣 ガンQ
- 宇宙怪人 セミ人間
- 変身怪人 ゼットン星人（幼少）
- 人工宇宙恐竜 クローンゼットン
  - クローンゼットン・ホワイト（幼体）
  - クローンゼットン・ハーフ（半甲殻体）
  - クローンゼットン（甲殻体）
  - クローンゼットン（繭状体）
  - クローンゼットン・ファイナル（成体）

### ウルトラファミリー大集合
- ベムラー（進化態）

### ウルトラマンプレミアステージ
- 健啖宇宙人 ファントン星人フォンタ
- ダダ少年ヂヂ
- 健啖宇宙人ファントン星人
- 宇宙忍者 バルタン星人
- 幻覚宇宙人 メトロン星人
- 放浪宇宙人 ペガッサ星人
- 暗殺宇宙人 ナックル星人
- サーベル暴君 マグマ星人
- 怪異宇宙人 ケットル星人
- 脳魂宇宙人 ザム星人
- 反重力宇宙人 ゴドラ星人
- 凶悪宇宙人 ザラブ星人
- どくろ怪獣 レッドキング
- 古代怪獣 ゴモラ
- 深海怪獣 グビラ
- 宇宙大怪獣 ベムスター
- フィンディッシュタイプビースト・ガルベロス
- 進化怪獣 ラゴラスエヴォ
- 超古代怪獣 ゴルザ
- カオスダークネス
- 一角超獣 バキシム
- 宇宙恐竜 ゼットン
- 異次元超人 巨大ヤプール
- 策謀宇宙人 デスレム
- 冷凍星人 グローザム
- 悪質宇宙人 メフィラス星人
- 暗黒宇宙大皇帝 エンペラ星人

### ウルトラマンプレミアステージ2
- 宇宙忍者 バルタン星人
- 炎魔戦士 キリエロイド
- 金属生命体 アパテー
- 三面異次元人 ギギ
- 宇宙剣豪 ザムシャー
- 地獄星人 ヒッポリト星人
- 金属生命体 アルギュロス
- 金属生命体 ミーモス
- 超古代怪獣 ゴルザ
- 巨大機械人形（メカロイド） ゴブニュ（ギガ）
- 吸血植物 ケロニア
- どくろ怪獣 レッドキング
- 怪獣酋長 ジェロニモン
- フィンディッシュタイプビースト ノスフェル
- 凶悪宇宙人 ザラブ星人
- 半漁人兵士 ディゴン
- 怨念化身獣 アングリラ
- 放浪宇宙人 ペガッサ星人
- 奇獣 ガンQ
- 宇宙怪獣 エレキング
- 宇宙昆虫 サタンビートル
- 地底怪獣 グドン
- 暗黒星人 ババルウ星人
  - ニセウルトラマンメビウス
- 健啖宇宙人 ファントン星人フォンタ
- 友好珍獣 ピグモン
- コイン怪獣 カネゴン
- 友好巨鳥 リドリアス
- パートナー怪獣 ザゲル
- わんぱく宇宙人 ピッコロ
- ニコ
- ニコの母
- フロス星人ヴィオラ姫
- 騎士ザックス
- 暗黒魔鎧装 アーマードダークネス

### ウルトラマンプレミアステージ3
- 策略星人 ペダン星人シャーラン
- 暗殺宇宙人 ナックル星人
- 幻覚宇宙人 メトロン星人
- サーベル暴君 マグマ星人
- 高次元捕食体 ボガール
- 宇宙細菌 ダリー
- EXゼットン

### ウルトラマンプレミア2011
- 銀河皇帝 カイザーベリアル
  - 超銀河大帝 アークベリアル
- 侵略星人 サロメ星人リジェ
- 悪質宇宙人 メフィラス星人
- ロボット超人 ニセウルトラマンレオ（SR）

### ウルトラマンフェスティバル（ウルトラライブステージ）
オリジナル怪獣、主に活躍したもの。
- 宇宙怪人 セミ人間（怪獣体）
- 邪悪生命体 ゴーデス（超巨大）
- ダダ少年
- ウルトラマンアンドロイド
- 強化タイラント
- 宇宙の帝王 ジュダ
- 改造エースキラー
- ジオルゴン
- エンディール星人
- ガロウラー
- ザラボン
- キングジョーUF-09バージョン
- ビームミサイルキング
- クラッシュライザー
- ババルウ星人（アーマード形態）
- マグマ星人（アーマード形態）
- 宇宙忍者 メタリック・バルタン星人
- 強化ウインダム
- ジョーカー
- ロボスケ
- ファントン星人クルモン
- マグマ星人ロム
- セレモ星人マーリエ
- 悠然怪獣 スケドン
  - サイバースケドン
- 操電怪獣 デンパゴン
  - サイバーデンパゴン
- ババルウ星人（タイラントアーマー装着）
- サイバーメカバルタン
- ヘラクレスサタンビートル
- ゼットンバルタン星人
- 宇宙恐魔人 ゼット
- ウルトラダークキラー
- ベリアル融合獣 キングギャラクトロン
- パーフェクトキングジョー

### ウルトラパワーステージ
- ガノー

### ウルトラマンレジェンドステージ
- ロボスケ
- レイラ
- ウルトラマンレオダーク
- アストラダーク

### 3大特撮ヒーローフェスティバル
- 破滅生命体ザクロス
- ガッツ星人ミニット

### ウルトラヒーローズ THE LIVE アクロバトル クロニクル
- ネオ・ベリュドラ

### Ultraman Live in Genting
- リベンジオブバルタン

### ウルトラヒーローズEXPO
- アークベリアルブルー

### ウルトラヒーローズEXPO2022 サマーフェスティバル
- スフィアエレキング
- スフィアゼットン
- マウンテンガリバーII-V

## ゲーム作品

### コンパチヒーローシリーズ
- ウルトラキラー

### ウルトラ作戦 科特隊出撃せよ!
- 核露怪獣 ゴルドキング
- 深海魚
- 硬態怪獣 ビルガメラー
- 地底怪獣 ゴロモス
- バイオ怪獣 イオゴン
- 女神竜 ミド
- 岩恐獣 ロンガ
- 宇宙鳥獣 エックス
- 再生ビルガメラー

### ウルトラマンゼアス（ゲーム版）
- 火炎翼竜 ワルナンス
- 宇宙剣士 エルヴィル隊長、エルヴィル将軍、エルヴィル元帥
- 光線怪獣 キュベリアス、キュベリナス、キュベリトス
- 超機獣 メタルダイナス、バトルダイナス、デスダイナス
- 双鞭戦士 ギャソリ隊長、ギャソリ将軍、ギャソリ元帥
- 双頭怪獣 ドラクル、ダークドラクル、ヒートドラクル
- 鉱物怪獣 クリスタス、ルビスタス、スチルタス
- 恐吐怪獣 ファイアブレス、ブリザブレス、デストブレス
- 甲殻怪獣 バブボムラー、シーボムラー、サンボムラー
- 飛翔怪獣 ガルーヴァ、ドグーヴァ、ダグーヴァ
- 毒毒怪獣 マスターナ、ドスターナ、ガスターナ
- 切り裂き怪獣 サノボドズ、シノボドズ、クノボドズ
- 電撃怪獣 ゲソジャック、ゲソクィーン、ゲソキングラー
- 海棲怪獣 クザラジラ、シザラジラ、アザラジラ
- 海底怪獣 フジツボン、シンフジツボン、ヤミフジツボン
- 鉱物怪獣 ファイジュエル、カイジュエル、サイジュエル
- 地底怪獣 アルタスク、リャンタスク、ツータスク
- 伝説獣 シーセイドラン
- 封印怪獣 ツヴァイホーン
- 封印怪獣 モグモッグ
- 封印怪獣 ガメロドン
- 封印怪獣 ダダダーゴン
- 商人怪獣 アキンドン
- 空海帝王 ピラニア鳥
- 飛行怪獣 ネイルムサビラー
- どろんこ怪獣 ドロッパ
- エスパー怪獣 アン・スー
- サボテン怪獣 サボトゲン
- こいのぼり怪獣 ガブリンクル
- イナズマ怪獣 イナズマドラグーン

### PDウルトラマンバトルコレクション64
ゲームオリジナル怪獣のみ。
- バルタン星人Jr、バルタン星人III
- レッドキングII、レッドキングIII
- ペスターII
- ジャミラII
- ゴモラII
- ダダII
- メフィラス星人II、メフィラス星人S
- ゼットンII、ゼットンS
- 再生エレキング
- ゴドラ星人Jr
- メトロン星人Jr
- イカルス星人Jr
- 再生キングジョー
- ナースII
- 再生にせセブン
- キングザウルス
- 再生ツインテール
- ベムスター改造
- エースキラーII
- ヤプール改造
- ヒッポリト星人Jr
- タイラント改造
- 再生マグマ星人
- ブラックガーディ
- ダイゲルン改造
- シルドロン改造、シルドロンS
- アーマードキング、アーマードキングII、アーマードキング改造

レッドキングに鎧を着せて強化した怪獣で、当然ながら初期能力はレッドキングを上回る。レッドキングと違い電気タイプである。
- ゼットラー、ゼットラーII、ゼットラー改造

ゼットンの頭部がアントラーになっている怪獣。
- ゴルミラ、ゴルミラII、ゴルミラ改造

体系や覚える技の効果などはジャミラと大差ないが、体系以外の部分がまったく新しいデザインであり、ジャミラが苦手とする水が苦手ではない。
- ザーベック、ザーベックII、ザーベック改造

メフィラス星人の頭部をゴブニュ（ギガ）にしたもの。
- アーデント
- アーバス
- アーデス

### ウルトラマン Fighting Evolution Rebirth
ゲームオリジナル怪獣のみ。
- 改造レッドキング
- 改造エレキング
- 改造タイラント
- 改造タイラントII
- 改造ゴモラ
- カオスキリエロイド
- カオスワロガ
- カオスロイドU
- カオスロイドS
- カオスロイドT
- ネオカオスダークネス
- ネオカオスダークネスII

### ウルトラマン Fighting Evolution 0
『ウルトラマンメビウス』、『ウルトラマンメビウス&ウルトラ兄弟』との公式連動ストーリー。「ウルトラ超辞典60（スピリッツ）」を除く。
- 宇宙怪獣 エレキング
- 宇宙忍者 バルタン星人、暴走バルタン星人
- 用心棒怪獣 ブラックキング、強化ブラックキング
- 暗殺宇宙人 ナックル星人（ブラックキングの必殺技3のみ）
- にせゾフィー
- にせウルトラセブン
- 一角超獣 バキシム、強化バキシム
- にせウルトラマンエース
- にせウルトラマンタロウ
- 極悪宇宙人 テンペラー星人、強化テンペラー星人、暴走テンペラー星人（超テンペラー星人）
- 暗黒星人 ババルウ星人、暴走ババルウ星人（超ババルウ星人）
- 宇宙恐竜 ゼットン
- 暴走ゾフィー
- 異次元人 ヤプール（画像のみ）
- 究極超獣 Uキラーザウルス（ウルトラキラーザウルス）（名前のみ）

### プレイムービーDXウルトラコクピット
- 宇宙礫岩怪獣 グロマイト
- 再生怪獣 サラマンドラ
- 地底怪獣 グドン
- 宇宙大怪獣 ベムスター
- 一角超獣 バキシム
- 変身怪獣 ザラガス
- 宇宙ロボット キングジョー
- 古代怪獣 キングザウルス三世
- ミサイル超獣 ベロクロン
- 極悪宇宙人 テンペラー星人

### 大怪獣バトル ULTRA MONSTERS
※ ゲームオリジナル怪獣のみ
- 宇宙ロボット キングジョーブラック
- 異次元超人 カブトザキラー
- アーマードメフィラス
- EXゼットン
- 宇宙ロボット キングジョースカーレット
- アーマードグローザム
- 一角紅蓮超獣 バキシマム
- キール星人ヴィットリオ
- レイモン
- 究極生命体 レイブラッド星人

### 怪獣バスターズシリーズ
- 透明怪獣 ネロンガ（変異種）
- 透明怪獣 透明ネロンガ
- 四次元怪獣 ブルトン(黒)
- 四次元怪獣 巨大ブルトン
- 用心棒怪獣 ブラックキング(金)
- 風船怪獣 バルンガ(青)
- 海獣 ゲスラ(青)
- 海獣 ゲスラ(赤)
- 海獣 巨大ゲスラ
- 磁力怪獣 アントラー(白)
- 磁力怪獣 巨大アントラー
- 戦車怪獣 恐竜戦車(緑迷彩)
- 戦車怪獣 恐竜戦車(雪迷彩)
- 戦車怪獣 ミニ恐竜戦車
- 火山怪鳥 バードン(氷)
- 火山怪鳥 バードン(雷)
- 円盤生物 ノーバ(白)
- 円盤生物 ミニノーバ
- 奇獣 ガンQ(氷)
- 宇宙ロボット キングジョー（最新型）
- 黄金怪獣 ゴルドン(シルバー)
- 黄金怪獣 ゴルドン(ブロンズ)
- 戦闘円盤 ロボフォー(緑)
- 戦闘円盤 高速ロボフォー
- 宇宙恐竜 ゼットン（変異種）
- 宇宙怪獣 エレキング(毒)
- 宇宙怪獣 エレキング(ブラック)
- 宇宙怪獣 Vエレキング
- どくろ怪獣 レッドキング(氷)
- どくろ怪獣 ミニレッドキング
- 古代怪獣 ゴモラ(氷)
- 古代怪獣 ゴモラ(METEOR)
- 宇宙植物怪獣 ソリチュラ(ゾンビ)
- メガトン怪獣 よごれたスカイドン
- 古代怪獣 キングザウルス(祖種)
- 無双鉄神 暴走インペライザー
- ガンQベビー
- レッドスペースモス
- グレートスフラン
- クーモン
- メタルクーモン
- アクアフィッシュ
- マグマフィッシュ
- ザイゴ
- ザイゴ（火）
- ザイゴ（氷）
- スペースワームS
- スペースワームM
- デビルラビット
- デビルラビット（茶）
- デビルラビット（氷）
- アクマニヤニードル
- バットンα
- バットンβ
- アネモス（氷）
- アントライオン
- ブルーアントライオン
- インセクター
- ロックン
- コサメクジラ
- コサメクジラ（砂）
- スペースタートル
- バーニングコング
- メカコング
- UFO
- ボーンザウルス
- 古代怪獣 ガンモナイドン
- 超進化怪獣 ギラ・ナーガ
- 究極人工生命体 ゼヴォス
- V龍(ブイロン)

### 大怪獣ラッシュ ウルトラフロンティア
ゲームオリジナル怪獣のみ。
- バルタンバトラー・バレル
- ガッツガンナー・ガルム
- マグママスター・マグナ
- メフィラス星人 ジェント、スライサー、シックル
- カネゴン・ア・キンド
- メトロン星人 メルド、デストロイ、ウィップ、メタバー
- チブル星人 チブローダー、チブローダーストロング、チブローダーリミテッド
- ガッツ星人 シーズ
- マグマ星人 フッグ、トライド、ヴァイザー
- デスレ星雲人 デフレイム、デスラル、デスレード、ダイロ
- グローザ星系人 グランザー、グロウラン、グロール
- アースゴモラ
- マグマレッドキング
- ブラックアースゴモラ
- ダダ A（エリートナンバーズ）、B（ブレイカーナンバーズ）、C（コマンドナンバーズ）
- ザラブ星人 レイント、ザラガン、ウェイバ
- イカルス星人 アロウ
- バルキー星人 ラース、グーガー、キルバ
- プラズマルチタイラント
- ブラックプラチナタイラント
- ノダチザムシャー
- ナギナタザムシャー
- ユミザムシャー
- アクアペスター
- オリハルコンペスター
- ババルウ星人 フガク、ドマノ、ハマー
- ナックル星人 ラボラ、ジャイラ
- ヒッポリト星人 アーチャー、ヒルガ、ケイブ
- ピッコラ星雲人 ピッタ
- プラズマメタルキングジョー
- サンダービートスター
- オリハルコンキングジョー
- ライトニングシーボーズ
- プラズマボーンバードン
- スーパーアースゴモラ
- 闇属性ライトニングシーボーズ
- 暗黒属性ファイブキング

### ウルトラマン フュージョンファイト!
- 闇ノ魔王獣 マガタノゾーア
- 禍々アークベリアル
- ストロング・ゴモラント
- ベムゼード
- バーニング・ベムストラ

## 玩具

### ウルトラマン超闘士鎧伝
- ギガメタルモンス グランドキング
- ギガメタルモンス アクアキング
- ギガメタルモンス エアロキング
- ギガメタルモンス グレイテストキング
- ゴルザ
- メルバ
- ダークベンゼン
- メフィラス星人II
- ゼットンII
- エレキングII

### ウルトラエッグ
- ピグモン
- ダダ
- レッドキング
- エレキング
- ゼットン
- バルタン星人
- ゴモラ
- キングジョー
- ウルトラマンベリアル
- カネゴン
- ガンQ
- ナース
- ツインテール
- メトロン星人
- ミクラス
- 恐竜戦車
- ベムスター
- メルバ
- ゴルザ
- ウィンダム
- タッコング
- グドン
- シーボーズ
- ガッツ星人
- バードン
- タイラント
- スーパーグランドキング
- ダークルギエル
- アントラー
- イカルス星人
- バキシム
- ベロクロン

### ウルトラボーン
これらが体のパーツを交換することで新種の怪獣が誕生する。

#### 第1弾
- バルタン星人
  - ブラックバージョン
- ゴモラ
  - ブラックバージョン
- アントラー
  - ブラックバージョン
- グビラ
  - ブラックバージョン
- ツインテール
  - ブラックバージョン
- バードン
  - ブラックバージョン

#### ベリアル襲来編
- ウルトラマンベリアル
  - ブラックバージョン
  - 蓄光バージョン
- レッドキング
  - ブラックバージョン
  - 蓄光バージョン
- キングジョー
  - ブラックバージョン
  - 蓄光バージョン
- ベムスター
  - ブラックバージョン
  - 蓄光バージョン
- タッコング
  - ブラックバージョン
  - 蓄光バージョン
- ピグモン
  - ブラックバージョン
  - 蓄光バージョン

#### ウルトラボーンX
- キリエロイドII
  - アナザーカラー
- バキシム
  - アナザーカラー
- ナース
  - アナザーカラー
- ゼットン
  - アナザーカラー
- バルタン星人
  - アナザーカラー
- ウルトラマンベリアル

#### ウルトライブスペシャル
- タイラント
  - アナザーカラー
- モチロン
  - アナザーカラー
- ブラックキング
  - アナザーカラー
- バルキー星人
  - アナザーカラー
- バルタン星人
  - アナザーカラー

#### 大怪獣ラッシュスペシャル
- バルタンバトラー・バレル
  - アナザーカラー
- ガッツガンナー・ガルム
  - アナザーカラー
- マグママスター・マグナ
  - アナザーカラー
- ヒッポリト星人
  - アナザーカラー
- メトロン星人
  - アナザーカラー

#### ガシャポンエディション
- ゼットン
  - ブラックカラー
- エレキング
  - ブラックカラー
- メトロン星人
  - ブラックカラー
- カネゴン
  - ブラックカラー
- ガンQ
  - ブラックカラー
- 恐竜戦車
  - ブラックカラー

#### ガシャポンエディション2
- シーボーズ
  - ブラックカラー
  - 蓄光バージョン
- タイラント
  - ブラックカラー
  - 蓄光バージョン
- ペスター
  - ブラックカラー
  - 蓄光バージョン
- ダダ（A）
  - ブラックカラー
  - 蓄光バージョン
- ダダ（B）
  - ブラックカラー
  - 蓄光バージョン
- ダダ（C）
  - ブラックカラー
  - 蓄光バージョン

### ウルトラボーグ
- マシンボーグ バルタン星人
  - グラビティバトルシップ
- マシンボーグ アントラー
  - マグネティックモーター
- マシンボーグ ゴモラ
  - アームドタンク
- マシンボーグ エレキング
  - キングブル
- マシンボーグ ウインダム
  - ウインホーク
- マシンボーグ ナース
  - アイアンシップス

### ウルトラマンX サイバーカード
- サイバーテレスドン
- サイバーゴモラ
- サイバーバードン
- サイバーエレキング
- サイバーベムスター
- サイバーファントン星人
- サイバーデマーガ
- サイバーグドン
- サイバーバルタン星人
- サイバーザラブ星人
- サイバールディアン
- サイバーガゾート
- サイバーインペライザー
- サイバーサンダーダランビア
- サイバーキングジョー
- サイバーゼットン
- サイバーバルキー星人
- サイバーダダ
- サイバーガーゴルゴン
- サイバーレッドキング
- サイバーネロンガ
- サイバージェロニモン
- サイバー恐竜戦車
- サイバーカウラ
- サイバーアントラー
- サイバーナース
- サイバーブラックキング
- サイバーパンドン
- サイバールナチクス
- サイバータイラント
- サイバーシーボーズ
- サイバーホオリンガ
- サイバーツルギデマーガ
- サイバーシェパードン
- サイバーエタルガー
- サイバーマグマ星人
- サイバースーパーグランドキング・スペクター
- サイバーモルド・スペクター
- サイバーメカゴモラ
- サイバーゴメス（S）
- サイバーキングゲスラ
- サイバーピグモン
- サイバーハイパーゼットン
- サイバーガンQ
- サイバーカネゴン
- サイバースラン星人
- サイバーケムール人
- サイバーペスター
- サイバーベロクロン
- サイバーウィンダム
- サイバーウルトラマンベリアル
- サイバーガタノゾーア
- サイバーガルベロス
- サイバージュダ・スペクター
- サイバーグリーザ
- サイバーファイブキング
- サイバーダークザギ
- サイバービクトルギエル
- サイバーファイヤーゴルザ
- サイバーザイゴーグ
- ホオリンガ（怪獣いろは）

### ウルトラヌードル
- ウルトラマンベリアル
- バルタン星人
- デマーガ

### アタック変形 ウルトラビークル
- ベリアルビークル
- バルタンビークル
- ゴモラビークル
- レッドキングビークル
- ギャラクトロンビークル
- キングジョービークル
- ブラックキングビークル
- トレギアビークル
- エレキングビークル
- ゼットンビークル

### バイタルブレス キャラクターズ
- 特空機1号セブンガー(ダブルドリルアーム)
- マグマゴモラ

## フィギュア

### KAIJU REMIX SERIES
- セミ人間
- アストロモンス
- ガマクジラ
- ベムラー
- ダダ
- アントラー
- ゼットン
- ケムール人
- ドラコ
- ネロンガ
- ゴモラ
- テレスドン

### ウルトラ怪獣擬人化計画 Figure Progect
- エレキング
- レッドキング
- ゼットン
- ガラモン
- キングジョー
- ダダ
- メトロン星人
- カネゴン

## パチンコ

### ぱちんこウルトラマンタロウ 戦え!!ウルトラ6兄弟
- ウルトラダークキラー

### CR ウルトラマンタロウ 暗黒の逆襲
- ダークキラーファースト
- ダークキラーセブン
- ダークキラーエース
- ダークキラーゾフィー
- ダークキラージャック

### パチスロウルトラマンウォーズ-M78星雲の光-
- 宇宙忍者 バルタン星人
- 極悪宇宙人 テンペラー星人
- 宇宙大怪獣 ベムスター
- ミサイル超獣 ベロクロン
- 宇宙恐竜 ゼットン
- 暴君怪獣 タイラント
- 三面怪人 ダダ
- メトロン星人
- ゴモラ
- エレキング
- キングジョー
- ピグモン
- 冷徹暴君 イクシオン
- ヤルー

### ぱちんこウルトラバトル烈伝 戦えゼロ! 若き最強戦士
- 恐竜戦士 ザウラー
- ハイパーエレキング
- ウルトラダークキラー
  - ダークキラーシャドー
  - ダークキラーマイト
  - ダークキラーデルタ

## 飲食店

### 怪獣酒場/帰ってきた怪獣酒場
- バルタン店長

#### 怪獣酒場 復活への道
- 冴える奸計 バット星人
- 狂気の二連星 マグマ兄弟
- 大剣豪 ザムシャー

### 元祖怪獣酒場
- カネゴン店長

### 怪獣酒場 新橋蒸溜所
- メフィラス店長

### KAIJU MUSUME 6
- バードン
- エレキング
- ギャンゴ
- クレージーゴン
- メフィラス星人
- ウインダム
- ブラック指令
- ピグモン
- 快獣ブースカ
- キングジョー
- ペガッサ星人
- バルタン星人
- ゴモラ
- ゼットン
- カネゴン
- レッドキング
- ミクラス
- ガッツ星人
- ダダ

## 補足
円谷プロダクションはウルトラシリーズ以外にも怪獣の登場する特撮作品を複数制作しているが、ウルトラシリーズの映像作品に他の作品の怪獣が作品の枠を超えて登場することはほとんどなく、2013年時点では2例あるのみである。
特徴の一つとして、各作品の第1話に登場する怪獣は、後頭部から角状の突起が生えているものが多いのが挙げられ、怪獣評論家でもある歯学博士の小林晋一郎は、そうした論調を用意して健筆を振るうことが多い。